# 甑島列島

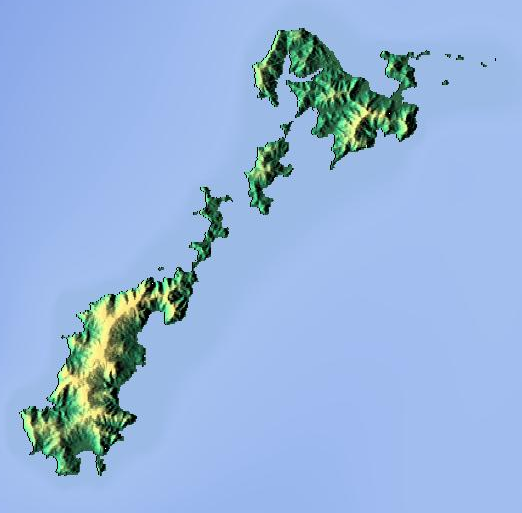
甑島列島地形図

甑島列島（こしきしまれっとう）は、東シナ海にある列島。鹿児島県薩摩川内市に属する。甑列島（こしきれっとう）ともいう。上甑島（かみこしきしま）、中甑島（なかこしきしま）、下甑島（しもこしきしま）の順で北東から南西に連なる有人島3島と多数の小規模な無人島からなる。上甑島南西にある「甑」（蒸籠）の形をした大岩を甑大明神として崇拝したことに由来し、かつては「古敷島」「小敷島」「子敷島」「古志岐島」などとも書いた。列島全体では人口3,983人(2020年国勢調査)、面積117.56 km2、海岸線延長183.3 kmである。従来、「こしきじま」という呼称であったが、薩摩川内市は国土地理院に変更を申請し、2014年8月に「こしきしま」に呼称が変更された（#名称参照）。

## 名称
地名の由来は、海岸にある甑（底に穴の開いた取手付きの食物を蒸すための土器）形の岩を御神体に甑島大明神として祭ったことからであるという。平安時代中期の文献である『和名抄』には「古之木之万（こしきしま）」と表記してある。
「甑島」は従来「こしきじま」と呼称され、椋鳩十の児童文学「孤島の野犬」でも下甑島を「じま」と読ませている。また、教科書や地図でも従来「こしきじま」とルビ表記されていた。しかし、読みが混在しているとして平安時代の文献や、合併前の旧村の郷土誌を調査し、その結果に基づき2014年4月に薩摩川内市は国土地理院に変更を申請し、2014年8月に「こしきしま」に呼称が変更された。薩摩川内市では市民へ強制はしないとしているが、島民からの反発も報道されている。

## 地理
| 各島の大字 | 各島の大字 | 各島の大字                           | 各島の大字 | 各島の大字                         |
|            | 里地域     | 上甑地域                             | 鹿島地域   | 下甑地域                           |
| ---------- | ---------- | ------------------------------------ | ---------- | ---------------------------------- |
| 上甑島     | 里         | 中甑、中野、江石、小島、瀬上、桑之浦 |            |                                    |
| 中甑島     |            | 平良                                 |            |                                    |
| 下甑島     |            |                                      | 藺牟田     | 手打、片野浦、瀬々野浦、青瀬、長浜 |

甑島列島の大字
(里地域:■、上甑地域:■、鹿島地域:■、下甑地域:■)

甑島列島はいちき串木野市の沖合約45 kmにあり、列島全体の長さは38 km、幅は10 kmである。その隔絶性から、歴史と民俗の宝庫とされてきた。かつての山脈の頂上部が海上に残ったとされ、リアス式海岸と起伏に富んだ地形がある。北東から南西にかけて上甑島、中甑島、下甑島の有人島3島が並んでおり、それらに付随する小規模な無人島もある。中甑島は面積も人口も規模が小さく、上甑島と合わせて考えられることが多い。中甑島は集落名から平良島（たいらじま）または単に平良と呼ばれることもある。面積は上甑島が44.14 km2、中甑島が7.31 km2、下甑島が66.12 km2であり、上甑島と中甑島を合わせると下甑島の約4/5である。鹿児島県の離島の面積は奄美大島、屋久島、種子島、徳之島、沖永良部島、長島、加計呂麻島、下甑島、喜界島、上甑島の順となり、下甑島の面積は山手線の内側とほぼ等しい。2010年（平成22年）の国勢調査による人口は上甑島が2,488人、中甑島が308人、下甑島が2,780人であり、上甑島と中甑島を合わせると下甑島にほぼ等しい。最高標高地点は上甑島が423 mの遠目木山、中甑島が294 mの木の口山、下甑島が604 mの尾岳であり、尾岳の尾根には航空自衛隊の下甑島分屯基地がある。第9警戒隊の警戒管制レーダーが設置されており、2009年（平成21年）3月に大陸間弾道弾も追尾可能な最新鋭の警戒管制レーダー(J/FPS-5)への更新工事が完了した。
甑島列島は全体的に山肌が海にせまり、沖積平野の発達が極めて少ない。上甑島と中甑島は比較的緩やかな丘陵が広がるが、下甑島は400 - 500 m台の山地が卓越し、特に西岸には切り立った断崖が点在する。上甑島は縦の変化に乏しい一方で、里集落の陸繋砂州（トンボロ）、3つの池と東シナ海とが砂州で区切られた長目の浜、奥地まで海が入り組んだリアス式海岸の浦内湾など、横の地形的な変化が豊かである。

### おもな島
有人島
- 上甑島（かみこしきしま）
- 中甑島（なかこしきしま）
- 下甑島（しもこしきしま）

無人島
- 野島
- 近島
- 双子島
- 沖の島
- 筒島 (かせとう)
- 松島
- 中島
- 弁慶島
- 由良島

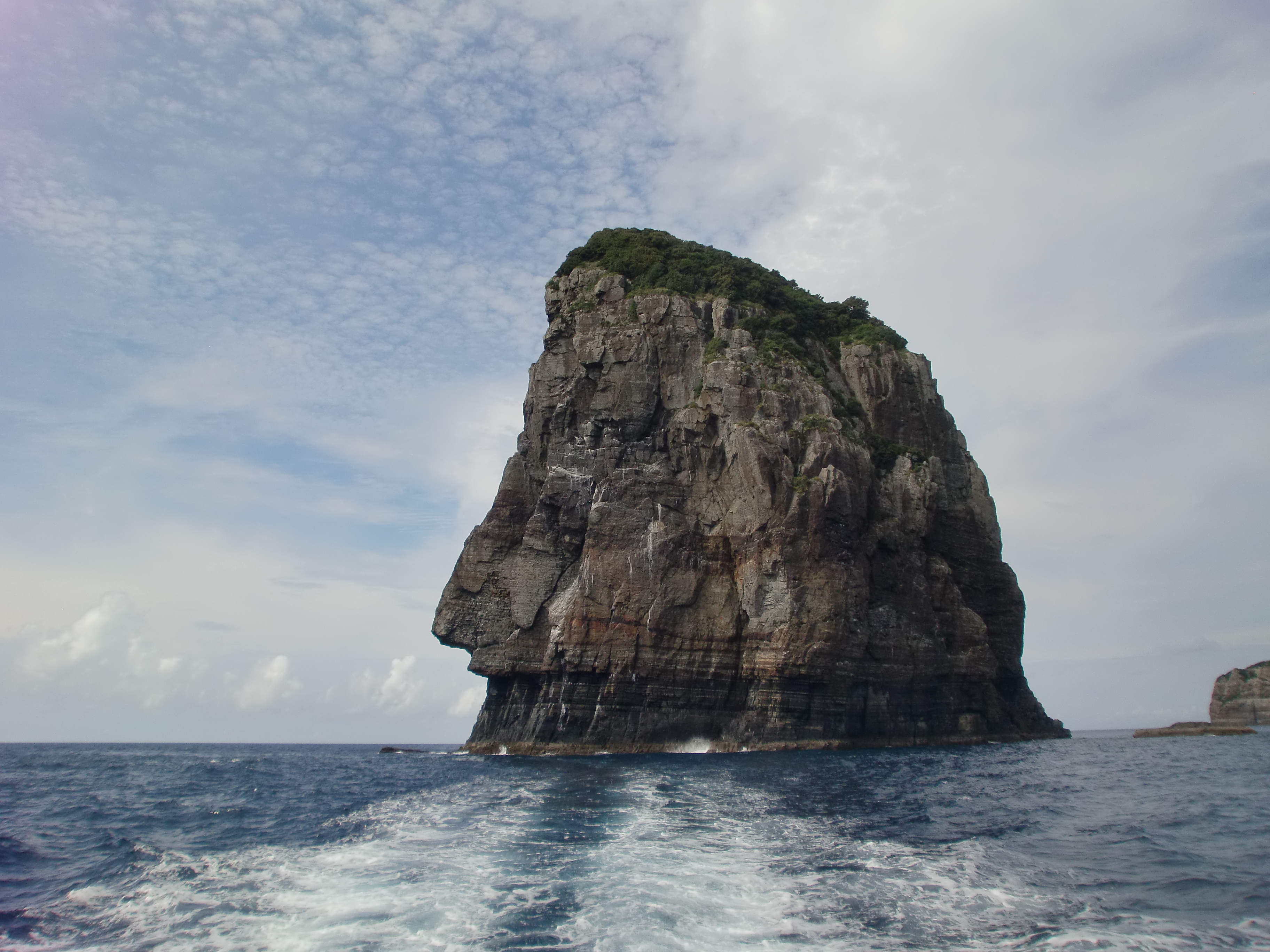
ナポレオン岩

上甑島北東部、遠見山の東部に野島、近島、双子島、沖の島、筒島、松島が固まっており、上甑島と中甑島の間に中島、中甑島の南に弁慶島がある。下甑島の地峡部西側に由良島があり、下甑島西岸には松島やナポレオン岩（チュウ瀬）などもある。

### 気候
甑島列島の年平均気温は18.4度と温暖であり、東京(15.8度)や大阪(17.1度)を1.3-2.6度上回っている。川内など本土の同緯度地域に比べても1度ほど高く、夏期の平均気温に大きな差はないが、冬期の平均気温には顕著な差がある。年降水量は2,430 mmであり、本土の同緯度地域や鹿児島市とほぼ等しく、東京(1,598 mm)や大阪(1,338 mm)の1.5-1.8倍の降水がある。夏・秋には台風、冬には季節風の影響を強く受け、台風の影響は列島の西海岸よりも東海岸のほうが著しい。
| 中甑の気候               | 中甑の気候    | 中甑の気候    | 中甑の気候    | 中甑の気候    | 中甑の気候    | 中甑の気候    | 中甑の気候     | 中甑の気候    | 中甑の気候     | 中甑の気候    | 中甑の気候   | 中甑の気候    | 中甑の気候       |
| 月                       | 1月           | 2月           | 3月           | 4月           | 5月           | 6月           | 7月            | 8月           | 9月            | 10月          | 11月         | 12月          | 年               |
| ------------------------ | ------------- | ------------- | ------------- | ------------- | ------------- | ------------- | -------------- | ------------- | -------------- | ------------- | ------------ | ------------- | ---------------- |
| 最高気温記録 °C （°F）   | 22.0 (71.6)   | 23.1 (73.6)   | 25.3 (77.5)   | 28.5 (83.3)   | 30.0 (86)     | 32.1 (89.8)   | 35.3 (95.5)    | 37.5 (99.5)   | 35.4 (95.7)    | 31.7 (89.1)   | 27.7 (81.9)  | 24.6 (76.3)   | 37.5 (99.5)      |
| 平均最高気温 °C （°F）   | 12.2 (54)     | 13.1 (55.6)   | 15.9 (60.6)   | 20.1 (68.2)   | 23.9 (75)     | 26.4 (79.5)   | 30.4 (86.7)    | 31.9 (89.4)   | 29.1 (84.4)    | 24.6 (76.3)   | 19.5 (67.1)  | 14.5 (58.1)   | 21.8 (71.2)      |
| 日平均気温 °C （°F）     | 9.4 (48.9)    | 10.0 (50)     | 12.5 (54.5)   | 16.2 (61.2)   | 19.9 (67.8)   | 23.1 (73.6)   | 27.0 (80.6)    | 28.0 (82.4)   | 25.4 (77.7)    | 21.0 (69.8)   | 16.2 (61.2)  | 11.5 (52.7)   | 18.4 (65.1)      |
| 平均最低気温 °C （°F）   | 6.4 (43.5)    | 6.6 (43.9)    | 8.9 (48)      | 12.4 (54.3)   | 16.1 (61)     | 20.2 (68.4)   | 24.4 (75.9)    | 25.0 (77)     | 22.3 (72.1)    | 17.7 (63.9)   | 12.8 (55)    | 8.4 (47.1)    | 15.1 (59.2)      |
| 最低気温記録 °C （°F）   | −1.5 (29.3)   | −1.3 (29.7)   | −0.1 (31.8)   | 3.4 (38.1)    | 8.6 (47.5)    | 12.4 (54.3)   | 17.2 (63)      | 19.5 (67.1)   | 13.9 (57)      | 8.4 (47.1)    | 4.4 (39.9)   | −0.1 (31.8)   | −1.5 (29.3)      |
| 降水量 mm （inch）       | 103.5 (4.075) | 116.0 (4.567) | 158.9 (6.256) | 208.7 (8.217) | 211.2 (8.315) | 475.5 (18.72) | 302.8 (11.921) | 215.6 (8.488) | 265.0 (10.433) | 110.9 (4.366) | 139.2 (5.48) | 122.4 (4.819) | 2,429.7 (95.657) |
| 平均降水日数 （≥1.0 mm） | 12.0          | 10.8          | 12.6          | 10.5          | 10.2          | 14.5          | 10.2           | 9.9           | 10.0           | 7.2           | 9.5          | 11.0          | 128.4            |
| 平均月間日照時間         | 87.0          | 106.3         | 154.0         | 180.3         | 185.2         | 124.4         | 186.6          | 226.7         | 189.0          | 187.6         | 138.8        | 103.1         | 1,868.6          |
| 出典：気象庁             |               |               |               |               |               |               |                |               |                |               |              |               |                  |

| （参考）ほぼ同緯度の川内の気候     | （参考）ほぼ同緯度の川内の気候 | （参考）ほぼ同緯度の川内の気候 | （参考）ほぼ同緯度の川内の気候 | （参考）ほぼ同緯度の川内の気候 | （参考）ほぼ同緯度の川内の気候 | （参考）ほぼ同緯度の川内の気候 | （参考）ほぼ同緯度の川内の気候 | （参考）ほぼ同緯度の川内の気候 | （参考）ほぼ同緯度の川内の気候 | （参考）ほぼ同緯度の川内の気候 | （参考）ほぼ同緯度の川内の気候 | （参考）ほぼ同緯度の川内の気候 | （参考）ほぼ同緯度の川内の気候 |
| 月                                 | 1月                            | 2月                            | 3月                            | 4月                            | 5月                            | 6月                            | 7月                            | 8月                            | 9月                            | 10月                           | 11月                           | 12月                           | 年                             |
| ---------------------------------- | ------------------------------ | ------------------------------ | ------------------------------ | ------------------------------ | ------------------------------ | ------------------------------ | ------------------------------ | ------------------------------ | ------------------------------ | ------------------------------ | ------------------------------ | ------------------------------ | ------------------------------ |
| 最高気温記録 °C （°F）             | 22.1 (71.8)                    | 24.6 (76.3)                    | 25.8 (78.4)                    | 29.1 (84.4)                    | 31.9 (89.4)                    | 34.1 (93.4)                    | 36.2 (97.2)                    | 37.3 (99.1)                    | 35.4 (95.7)                    | 32.9 (91.2)                    | 28.0 (82.4)                    | 24.5 (76.1)                    | 37.3 (99.1)                    |
| 平均最高気温 °C （°F）             | 11.8 (53.2)                    | 13.3 (55.9)                    | 16.5 (61.7)                    | 21.0 (69.8)                    | 25.0 (77)                      | 27.3 (81.1)                    | 31.3 (88.3)                    | 32.5 (90.5)                    | 29.9 (85.8)                    | 25.3 (77.5)                    | 19.8 (67.6)                    | 14.2 (57.6)                    | 22.3 (72.1)                    |
| 日平均気温 °C （°F）               | 6.6 (43.9)                     | 7.9 (46.2)                     | 11.0 (51.8)                    | 15.5 (59.9)                    | 19.6 (67.3)                    | 23.1 (73.6)                    | 27.0 (80.6)                    | 27.6 (81.7)                    | 24.7 (76.5)                    | 19.3 (66.7)                    | 13.8 (56.8)                    | 8.6 (47.5)                     | 17.1 (62.8)                    |
| 平均最低気温 °C （°F）             | 2.0 (35.6)                     | 2.8 (37)                       | 5.8 (42.4)                     | 10.2 (50.4)                    | 14.8 (58.6)                    | 19.6 (67.3)                    | 23.6 (74.5)                    | 24.0 (75.2)                    | 20.7 (69.3)                    | 14.6 (58.3)                    | 8.8 (47.8)                     | 3.8 (38.8)                     | 12.6 (54.7)                    |
| 最低気温記録 °C （°F）             | −6.6 (20.1)                    | −7.5 (18.5)                    | −4.0 (24.8)                    | −1.7 (28.9)                    | 5.4 (41.7)                     | 10.6 (51.1)                    | 16.8 (62.2)                    | 17.1 (62.8)                    | 8.8 (47.8)                     | 2.7 (36.9)                     | −1.3 (29.7)                    | −4.9 (23.2)                    | −7.5 (18.5)                    |
| 降水量 mm （inch）                 | 85.0 (3.346)                   | 114.0 (4.488)                  | 156.5 (6.161)                  | 179.2 (7.055)                  | 208.6 (8.213)                  | 506.5 (19.941)                 | 334.0 (13.15)                  | 239.5 (9.429)                  | 231.4 (9.11)                   | 95.2 (3.748)                   | 110.7 (4.358)                  | 105.3 (4.146)                  | 2,368.8 (93.26)                |
| 平均降水日数 （≥1.0 mm）           | 10.4                           | 10.3                           | 12.6                           | 10.6                           | 9.8                            | 15.6                           | 11.9                           | 11.4                           | 10.4                           | 7.6                            | 9.2                            | 10.4                           | 129.5                          |
| 平均月間日照時間                   | 111.3                          | 125.8                          | 159.1                          | 177.5                          | 177.8                          | 107.5                          | 173.2                          | 202.9                          | 172.8                          | 182.0                          | 147.6                          | 120.8                          | 1,858.2                        |
| 出典1：Japan Meteorological Agency |                                |                                |                                |                                |                                |                                |                                |                                |                                |                                |                                |                                |                                |
| 出典2：気象庁                      |                                |                                |                                |                                |                                |                                |                                |                                |                                |                                |                                |                                |                                |

## 歴史

### 古代・中世
甑島列島には、約8,000万年前の白亜紀の地層が残っている。日本国内では初めてケラトプス類の化石が発見され、アジア全域でも貴重な発見とされている。恐竜の化石が発見されたのは鹿児島県で初めてであり、藺牟田にある地層からは翼竜やワニなど爬虫類の化石も発見されている。上甑島の里遺跡は、甑島列島唯一の縄文土器が出土した遺跡である。上甑島の里遺跡、江石遺跡、桑之浦遺跡、下甑島の手打遺跡、片野浦遺跡からは弥生土器、土師器、須恵器などが出土している。
上甑島の桑之浦には神功皇后の三韓征伐に関する伝説が残る。奈良時代には薩摩隼人族の一根拠地（甑島隼人）だったと推測される。平安時代初期に編纂された『続日本紀』が「甑島」という名の初出であり、遣唐使船が甑島に停泊したことが記された。平安中期に編纂された『和名抄』には「甑島郡管管」、「甑島」という名前が登場する。甑島列島の各地に平家の落人伝説が残っている。鎌倉時代中期、承久の乱の軍功により日奉氏の子孫・小川秀能が甑島を賜り、その子である小川秀直が下向し島を統治する。以後370年間、13代に渡って小川氏が統治を行ない、この時代から行政単位が上下（上甑島・中甑島、下甑島）ふたつに区分された。里には承久の乱で功績を挙げた小川季直が築城した亀城（かめじょう）があり、近隣の鶴城と合わせて鶴亀城と呼ばれている。1595年（文禄4年）、小川氏は本土の日置郡田布施（現南さつま市）に移封されて甑島の統治から離れた。

### 近世・近代
江戸時代には島津藩の直轄地となり、島津藩が採用した外城制の枠組みの中で地頭（領主）が派遣された。里・中甑・手打には地頭仮屋が置かれ、ひとつの集落の中に士族の居住地である麓、農民の居住地である在、漁民の居住地である浜が置かれた。藩政時代には下甑島東岸の金山海岸で銅・金・銀などの採掘が行なわれ、薩摩藩の南蛮貿易の中継基地にもなった。甑島列島は天草諸島や長崎と同じくキリシタン文化を受け入れた場所のひとつであり、1638年（寛永15年）には甑島列島に潜んでいた島原の乱の残党35人が処刑されて殉教した。1780年代の天明の大飢饉の際には、下甑島の百姓が出水（現出水市）に、郷士48戸が笠野原台地（現鹿屋市など）に集団移住した。江戸時代には薩摩藩が浄土真宗を禁じたため、1835年（天保6年）には下甑島の長浜村が焼き払われるという「天保の法難」が、1862年（文久2年）には下甑島全島の住民が取り調べられるという「文久の法難」が起こった。1871年（明治4年）には鹿児島県に所属。1889年（明治22年）に町村制が施行されると、上甑島7村と中甑島1村が甑島郡上甑村（かみこしきむら）となり、役場は中甑に置かれた。1891年（明治24年）には山地によって隔てられている里が上甑村から分離して里村（さとむら）となり、上甑島・中甑島はそれから1世紀以上も2村体制が続いた。下甑島も6村が合併して下甑村（しもこしきそん）となったが、1949年（昭和24年）、やはり地理的に隔てられた藺牟田が分離して単独で鹿島村（かしまむら）となった。下甑島の最高峰である尾岳北側にある分水嶺が2村の行政界となっている。明治10年代には台風・飢饉・悪疫流行などがあり、上甑島からは種子島に33戸、本土の薩摩郡高江村（現薩摩川内市）に6戸が移住し、下甑島からは395戸・1,732人が種子島に集団移住した。1896年（明治29年）には甑島郡が薩摩郡に編入。1901年（明治34年）には上甑島に本土からの海底電信が到達し、九州商船によって串木野航路が開かれた。

### 現代
国勢調査が始まった1920年（大正9年）から1940年代まで甑島列島の人口は2万人強で推移し、1950年（昭和25年）には24,744人とピークに達した。しかし、1950年から1980年（昭和55年）の人口減少が著しく、いずれの集落でも1/2から1/3に減少しており、この期間中に1/4以下となった集落も存在する。奄美大島の瀬戸内町や宇検村と並んで、甑島列島は鹿児島県の離島の中で特に過疎化が著しい地域であり、全国の離島の中でももっとも人口減少が激しい島のひとつだった。1965年（昭和40年）から1970年（昭和45年）の間に、鹿児島県の本土で人口が20%以上減少した自治体はなかったが、甑島列島の4村はいずれも20%以上の減少率を記録し、特に鹿島村は43.3%という極めて高い減少を見た。
九州の主要な離島（壱岐、対馬、五島列島、種子島、屋久島）と比較した際、1954年（昭和29年）時点での第一次産業人口率は6島中1位、農業機械不使用農家率は6島中1位、面積あたりの道路長は6島中5位であり、古くから本土との距離の割に離島的性格の強い地域だった。1972年（昭和47年）時点での甑島列島内（中甑管内）の電話加入数は約800であり、鹿児島県でもっとも加入者が少ない管内だったが、人口100人あたりの電話普及率は7.0-9.9であり、鹿児島県平均12.6よりは少ないが、本土の垂水管内や枕崎管内などを上回っていた。
1951年（昭和26年）に九州を襲ったルース台風では甑島列島も大きな被害を受け、里では護岸が900 mに渡って破られたほか、500もの住居が潮水に呑まれた。1960年代には、現職の下甑村議会議員2人が辞職して島を去ったことが全国に波紋を投げかけた。このうちのひとりは農業を主業とする村議会副議長であり、村の最高所得者のひとりだったが、離島後に大阪府堺市の工場に就職した。昭和30年代初めは近隣の熊本県への県外転出者が多かったが、その後は約半数が近畿地方に転出しており、大阪府と兵庫県の2府県で45%弱を占めた。
里村は上甑島の東側半分を占め、単独で村を構成する大字里に人家が集中していた。上甑村は上甑島の西側半分と中甑島の全域を占め、役場がある中甑に加えて、中野、江石、小島、瀬上、桑之浦（いずれも上甑島）、平良（中甑島）の計7つの大字に人家が分散していた。鹿島村は下甑島の北側1/3を占め、大字藺牟田が単独で村を構成していた。下甑村は下甑島の南側2/3を占め、手打、片野浦、瀬々野浦、青瀬、長浜などの集落に人家が分散していた。簡易裁判所、電報電話局、鹿児島県土木事務所の出張所、鹿児島県農業改良普及所の支所など、甑島列島における公的機関の多くは上甑島中甑に置かれていた。距離的にもっとも近い本土の自治体は川内市だったが、川内市には規模の大きい港がないために甑島との交流は薄かった。しかし、甑島列島の4村は2004年（平成16年）に本土の川内市ほか4町と新設合併し、それぞれの村は薩摩川内市の一部となった。市町村合併時に甑島にある大字は「従前の村名を町名とし、従前の大字名に冠したものをもって大字とする」としたため、大字名がそれぞれ改称され、薩摩郡上甑村大字中甑が薩摩川内市上甑町中甑、薩摩郡下甑村大字手打が薩摩川内市下甑町手打などという表記をされている。

### 行政区画の変遷
| 郡     | 明治22年以前 | 明治22年-明治23年   | 明治24年-昭和23年       | 昭和24年-平成15年       | 平成16年-現在                       |
| 薩摩郡 | 里村         | 明治22年合併 上甑村 | 明治24年一部分離 里村   | 里村                    | 平成16年川内市ほかと合併 薩摩川内市 |
| 薩摩郡 | 中甑村       | 明治22年合併 上甑村 | 明治24年一部分離 上甑村 | 上甑村                  | 平成16年川内市ほかと合併 薩摩川内市 |
| 薩摩郡 | 中野村       | 明治22年合併 上甑村 | 明治24年一部分離 上甑村 | 上甑村                  | 平成16年川内市ほかと合併 薩摩川内市 |
| 薩摩郡 | 江石村       | 明治22年合併 上甑村 | 明治24年一部分離 上甑村 | 上甑村                  | 平成16年川内市ほかと合併 薩摩川内市 |
| 薩摩郡 | 小島村       | 明治22年合併 上甑村 | 明治24年一部分離 上甑村 | 上甑村                  | 平成16年川内市ほかと合併 薩摩川内市 |
| 薩摩郡 | 瀬上村       | 明治22年合併 上甑村 | 明治24年一部分離 上甑村 | 上甑村                  | 平成16年川内市ほかと合併 薩摩川内市 |
| 薩摩郡 | 桑之浦村     | 明治22年合併 上甑村 | 明治24年一部分離 上甑村 | 上甑村                  | 平成16年川内市ほかと合併 薩摩川内市 |
| 薩摩郡 | 平良村       | 明治22年合併 上甑村 | 明治24年一部分離 上甑村 | 上甑村                  | 平成16年川内市ほかと合併 薩摩川内市 |
| 薩摩郡 | 藺牟田村     | 明治22年合併 下甑村 | 下甑村                  | 昭和24年一部分離 鹿島村 | 平成16年川内市ほかと合併 薩摩川内市 |
| 薩摩郡 | 手打村       | 明治22年合併 下甑村 | 下甑村                  | 昭和24年一部分離 下甑村 | 平成16年川内市ほかと合併 薩摩川内市 |
| 薩摩郡 | 片野浦村     | 明治22年合併 下甑村 | 下甑村                  | 昭和24年一部分離 下甑村 | 平成16年川内市ほかと合併 薩摩川内市 |
| 薩摩郡 | 瀬々野浦村   | 明治22年合併 下甑村 | 下甑村                  | 昭和24年一部分離 下甑村 | 平成16年川内市ほかと合併 薩摩川内市 |
| 薩摩郡 | 青瀬村       | 明治22年合併 下甑村 | 下甑村                  | 昭和24年一部分離 下甑村 | 平成16年川内市ほかと合併 薩摩川内市 |
| 薩摩郡 | 長浜村       | 明治22年合併 下甑村 | 下甑村                  | 昭和24年一部分離 下甑村 | 平成16年川内市ほかと合併 薩摩川内市 |

### 人口の変遷
出典 : 国勢調査
里地域 上甑地域 下甑地域 鹿島地域
いずれの自治体も、2004年に川内市などと合併して薩摩川内市の一部となった。
| 1920年（大正9年）  |  | 20,061人 |
| 1930年（昭和5年）  |  | 21,435人 |
| 1940年（昭和15年） |  | 20,815人 |
| 1950年（昭和25年） |  | 24,744人 |
| 1960年（昭和35年） |  | 20,496人 |
| 1970年（昭和45年） |  | 11,750人 |
| 1980年（昭和55年） |  | 9,428人  |
| 1990年（平成2年）  |  | 8,348人  |
| 2000年（平成12年） |  | 7,220人  |
| 2010年（平成22年） |  | 5,576人  |

## 交通

### 列島外部との交通

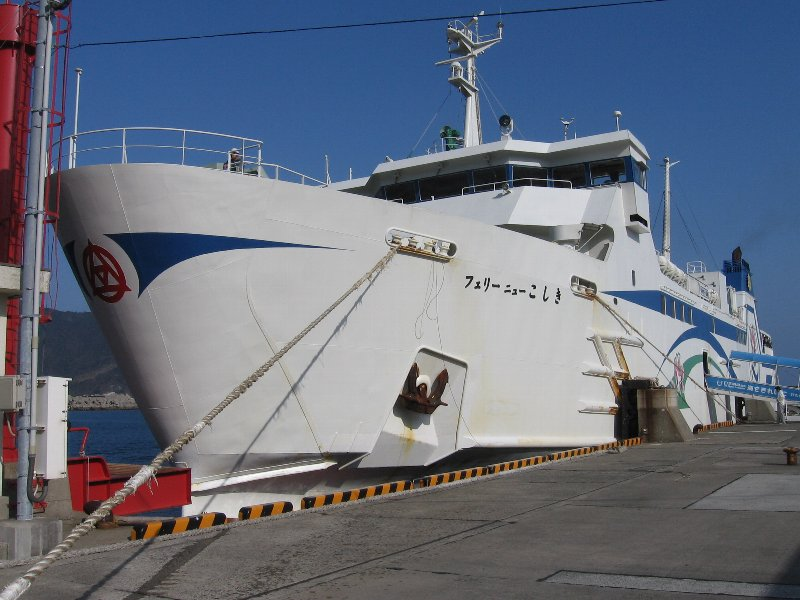
フェリーニューこしき

#### 交通の歴史
甑島列島は琉球諸島から天草・長崎・朝鮮半島・日本海に向かう船の通り道にあり、琉球とのつながりが深い。また、戦前までは鹿児島本土よりも天草（特に南端の牛深）や長崎などとのつながりの方が強い時代があった。1901年（明治34年）には九州商船が本土と甑島列島の間に航路を開き、長崎-天草（西と牛深）-里-手打を結んでいたが、1928年（昭和3年）にはこの航路が廃止され、串木野と甑島を結ぶ航路が開かれた。1951年（昭和26年）には阿久根と甑島を結ぶ航路が2日に1便就航し、1952年（昭和27年）からは毎日就航に変更された。地理学者の藤岡謙二郎らが調査した1964年（昭和39年）時点では、串木野港と中甑港を結ぶ航路には200トン船が、阿久根港と里港を結ぶ航路には75トン船が運航されていた。1971年（昭和46年）時点では串木野港との間に200トン船が、阿久根港との間に278トン船が運航されており、1980年（昭和55年）時点では串木野港との間に200トン船が、阿久根港（川内港経由）との間に400トン船が運航されていた。いずれも一日一便であり、東岸伝いに里、中甑、鹿島、手打などを巡り、各港では艀（はしけ、小型船）で客と荷を積み下ろした。1971年時点の運賃は里までが270円、手打までが480円だった。阿久根港・里港間の33 kmを約2時間で結んでいたが、台風の前後には欠航が相次いだという。九州商船の他には、1956年（昭和31年）から保健船が週2便運航され、平良・中甑間には艀が一日数便運航されていた。2002年（平成14年）までは串木野から長崎に大型フェリーが運行され、甑島列島-串木野-長崎は経済的なつながりが続いていた。

#### 現在の航路
串木野-甑島列島
本土から甑島列島までの主要な交通手段は、甑島商船がいちき串木野市の串木野新港から運航しているフェリーである。「フェリーニューこしき」が1日2往復運航されており、上甑島の里港までの所要時間は約75分である。いずれも起点は串木野新港、終点は下甑島の長浜港である。このほか、五色産業が貨物フェリーと高速チャーター船を運航している。
串木野新港とJR鹿児島本線串木野駅間には、船の発着時間に合わせたバスが運行されており、所要時間は約12分である。串木野駅から鹿児島中央駅までは在来線で約35分である。串木野新港と川内駅間にも船の発着時間に合わせた直行バスが運行されており、所要時間は約34分である。川内駅から博多駅までは九州新幹線で最速71分であり、川内駅から鹿児島空港まではバスで約70分である。串木野新港から鹿児島インターチェンジまでは自動車（南九州道経由）で約35分である。
川内-甑島列島
老朽化した「高速船シーホーク」の代替船として「高速船甑島」が2014年（平成26年）春に就航している。九州新幹線800系など、九州地方の輸送機関のデザインを数多く手掛けている水戸岡鋭治がデザインを担当した。「フェリーニューこしき」はこれまで通り串木野新港を発着するが、高速船の本土側寄港地は甑島列島が属する薩摩川内市の川内港に移設された。上甑島の里港までの所要時間は約50分である。川内港と薩摩川内市街地はやや離れているため、JR川内駅と川内港の間にシャトルバスが運行されている。

### 列島内部の交通

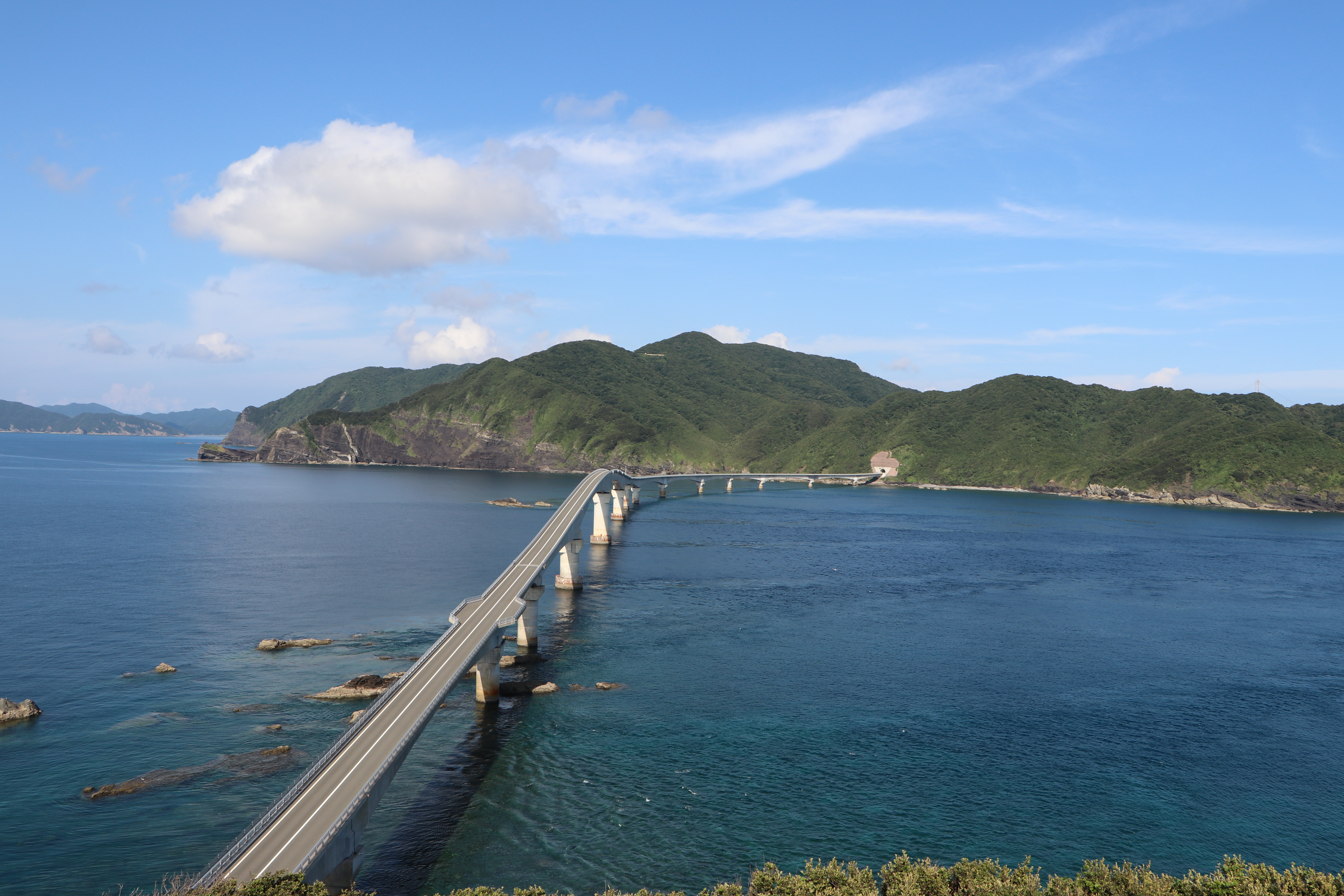
甑大橋は2020年（令和2年）に完成した。

島内では助八古道や樫の木児道などの山道が利用されていた。1950年（昭和25年）時点での陸上交通の大部分が徒歩であり、自転車でさえもほとんどみられなかった。
1959年（昭和34年）10月時点でも各集落を結ぶ車道はなく、上甑島にはジープが1台、下甑島には小型三輪車が1台のみが存在。この頃には陸上交通の主流が自転車となり、1961年（昭和36年）時点で甑島列島全体に616台の自転車が存在した。1965年（昭和40年）には里と中甑の間に初めてバスが通じた。全国的に自動車の普及が進んだ1971年（昭和46年）においても、「現代離れした地区」として鹿島村（自動車は7台のみ）が引き合いに出されるなど、甑島列島において自動車の普及は大きく遅れた。
甑島列島には、鹿児島県道348号から352号までの5本の県道が通っており、国道は通っていない。県道348号桑ノ浦里港線は上甑島西端の桑ノ浦と里を結ぶ路線であり、中甑を通ってZ字型に東西を結んでいる。県道352号瀬上里線は瀬上と里を結ぶ路線であり、348号の短絡線として長目の浜近くを通っている。県道351号鹿島上甑線は下甑島の藺牟田と上甑島の中甑を結ぶ路線であり、藺牟田瀬戸によって分断されていたが、2020年（令和2年）8月に甑大橋が完成して一本の道となった。県道349号手打藺牟田港線は下甑島の南北端を結ぶ路線であり、県道350号長浜手打港線は長浜から西岸の瀬々野浦を経由して手打に至る路線だが、瀬々野浦南側の一部が完成していない。
現在では、上甑島・下甑島のいずれでもレンタカー、タクシー、レンタサイクルが利用可能である。薩摩川内市は公用車として3台の電気自動車(EV)を甑島に導入している。2013年（平成25年）8月には1人乗りEV「コムス」（トヨタ車体製、ミニカー扱い）を20台導入し、「甑島電気自動車レンタカー導入実証事業」として観光客へのEVの貸し出しも行なっている。観光遊覧船「かのこ」が運航されている。
なお、島内の助八古道や樫の木児道などの山道を再整備した古道トレッキングも実施されている。

#### 甑島コミュニティバス
上甑島と中甑島では「甑ふれあいバス」（里・上甑地域コミュニティバス）、下甑島では「甑かのこゆりバス」（鹿島・下甑地域コミュニティバス）という名称の定期路線バス（薩摩川内市甑島コミュニティバス）が南国交通によって運行されている。基本的にどの路線も定期船の発車時刻に合わせたダイヤが組まれており、一日あたり4-7便が運行されている。

#### 列島内の架橋

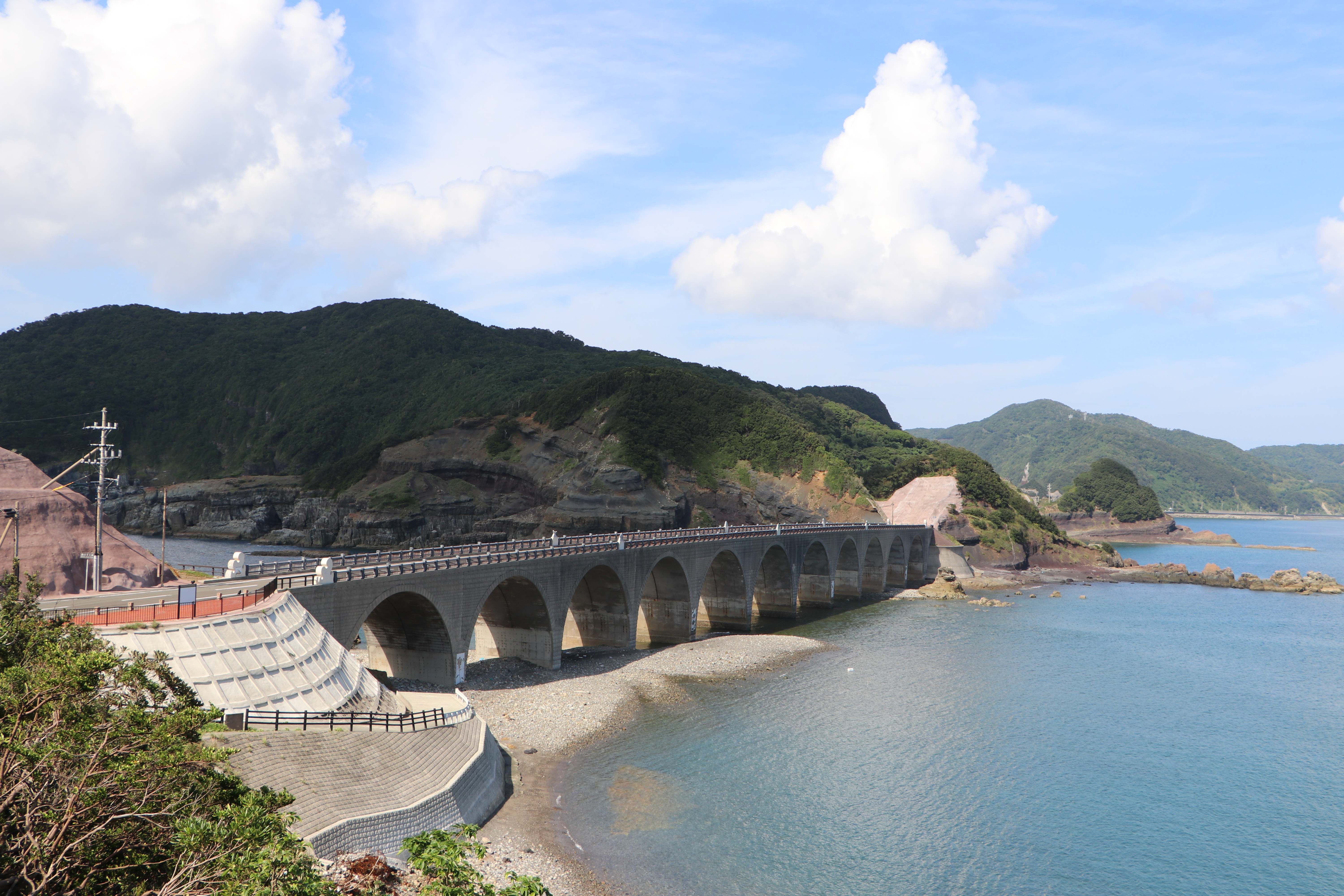
中島と中甑島を結ぶ鹿の子大橋

上甑島の南には無人島の中島を挟んで中甑島があり、1993年（平成5年）に開通した甑大明神橋（上甑島 - 中島）と鹿の子大橋（中島 - 中甑島）の2本の橋が架かっている。中甑島と下甑島の間は最狭部で1.3 kmほどであり、2020年（令和2年）に開通した全長1,533 mの甑大橋で結ばれている。
上甑島と中甑島、中甑島と下甑島は海で隔てられてはいるが、前者の間には沖の串と呼ばれる浅瀬があり、また後者の間にも沖の瀬上やヘタノ瀬上などの浅瀬があるため、かつては上甑島から下甑島まで一続きの島であったと考えられている。甑大明神橋・鹿の子大橋の架橋前も、干潮時には上甑島と中島、中島と中甑島が陸続きになったという。1984年（昭和59年）に芦浜トンネルが開通すると陸路で旧鹿島村と旧下甑村の往来が可能となり、両地域の交流が活発化した。2011年（平成23年）には長浜・青瀬と手打をトンネルなどで結ぶ手打バイパスが開通し、安全性や利便性が大幅に向上した。

## 自然・地形・地質
甑島列島の地形は天草や長島の延長にあり、地質的にも両島と同じく中生層の砂岩・頁岩・花崗岩が卓越している。1981年（昭和56年）には甑島列島が甑島県立自然公園に指定され、2015年3月16日には甑島国定公園に指定された。また2009年（平成21年）には下甑島の鹿島断崖が日本の地質百選に選出された。中甑島北部には巨大な正断層である鹿の子断層があり、北西-南東方向に発達した断層が露頭している。

### 生態系
海岸にはウミガメが上陸する。また、周辺海域はカツオクジラやマッコウクジラやハシナガイルカなどの鯨類の回遊海域にもなっており、野間半島の笠沙町（現南さつま市）ではホエールウォッチングが行われていた時期も存在する。昭和23年（1948年）までは、シロナガスクジラやナガスクジラやイワシクジラやマッコウクジラなどの大型種やオキゴンドウなどの小型種を対象とした捕鯨も行われていた。
甑島列島は、八丈島、福江島、大隅半島（南大隅町・肝付町）、薩摩半島（川辺郡）、日南市と並ぶ熱帯性の木生シダであるヘゴの自生北限地の一つであり、「ヘゴ自生北限地帯」の名称で国の天然記念物に指定されている。
また、カノコユリの自生地としても知られている。また、上甑島の甑四湖の貝池は世界的にも珍しいとされるバクテリアのクロマチウム属の生息地でもある。この他にも、列島に生息するカラスバトは種として天然記念物の指定を受けている。
2016年3月には、下甑島にて「アシカ」が撮影され、絶滅種に指定されているニホンアシカの可能性も指摘されたが、この個体が野生由来なのか飼育個体が逃げ出したのか、ニホンアシカだったのか否かなど大部分の実情が不明になっている。

### カノコユリの自生地

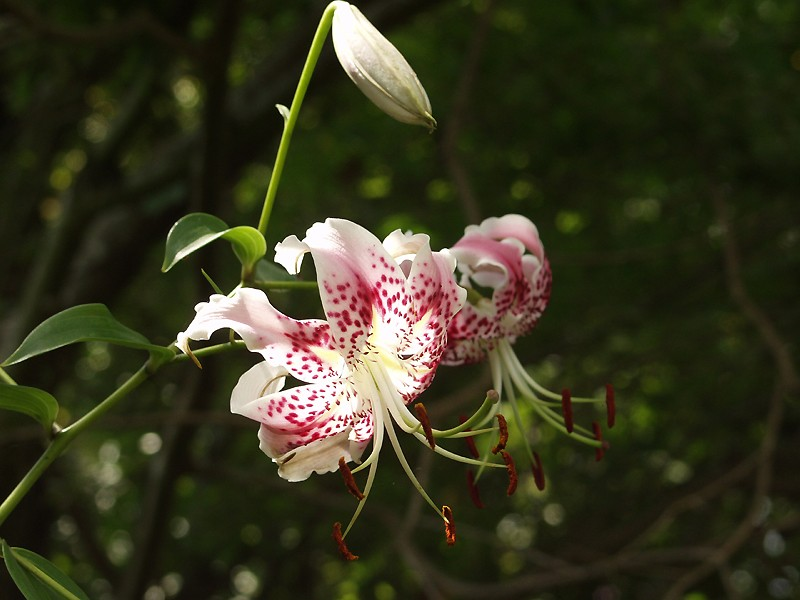
甑島列島に自生するカノコユリ

里村、上甑村、鹿島村（シロカノコユリ）、下甑村の4村すべてがカノコユリを村花としており、2004年に誕生した薩摩川内市もカノコユリを市花に制定した。カノコユリは九州の西海岸や四国に生育しているとされるが、甑島列島が日本唯一の自生地とされることもある。下甑島の百合高原などで夏場に薄紅色の花を咲かせるが、本来、湿気に弱いはずのカノコユリがなぜ高温多湿の甑島列島に自生するのかは解明されていない。
江戸時代にはフィリップ・フランツ・フォン・シーボルトが球根を日本から持ち出してヨーロッパで知られるようになり、明治時代には煮て乾かした球根が菓子原料として中国に輸出された。自生していたカノコユリの栽培に着手したのは1873年（明治6年）、初めて輸出したのは1894年（明治27年）であるとされる。大正時代には球根がアメリカに輸出され、クリスマスや復活祭用の生花に用いられた。1929年（昭和4年）が球根生産のピークのひとつであり、野掘り（野生）と畑掘りが半分ずつで67万球・39万円の売り上げがあった。カノコユリは救荒作物でもあり、天明の飢饉や太平洋戦争中には鱗茎を掘って食べたという。戦後には海外で観賞用花としての需要が高まり、1964年（昭和39年）をピークとして甑島列島で栽培された球根が高値で輸出された。1960年（昭和35年）には甑島列島全体で177トン・1,290万円のユリ根を輸出していた。干した甘藷の相場が41kg1,000円だった時代に、カノコユリは1kg100円の高値で取引されたという。高度成長期には良質なユリを生み出すための品種改良が行なわれたが、1969年（昭和44年）以降には海外での需要が減少。その後は日本国内中心に出荷していたが、1980年代には一般ユリ・系統ユリ（品種改良した球根）ともに国内向けの出荷を終了し、現在では鹿の子百合生産振興協議会が細々と出荷しているのみである。

### 里集落の陸繋砂州

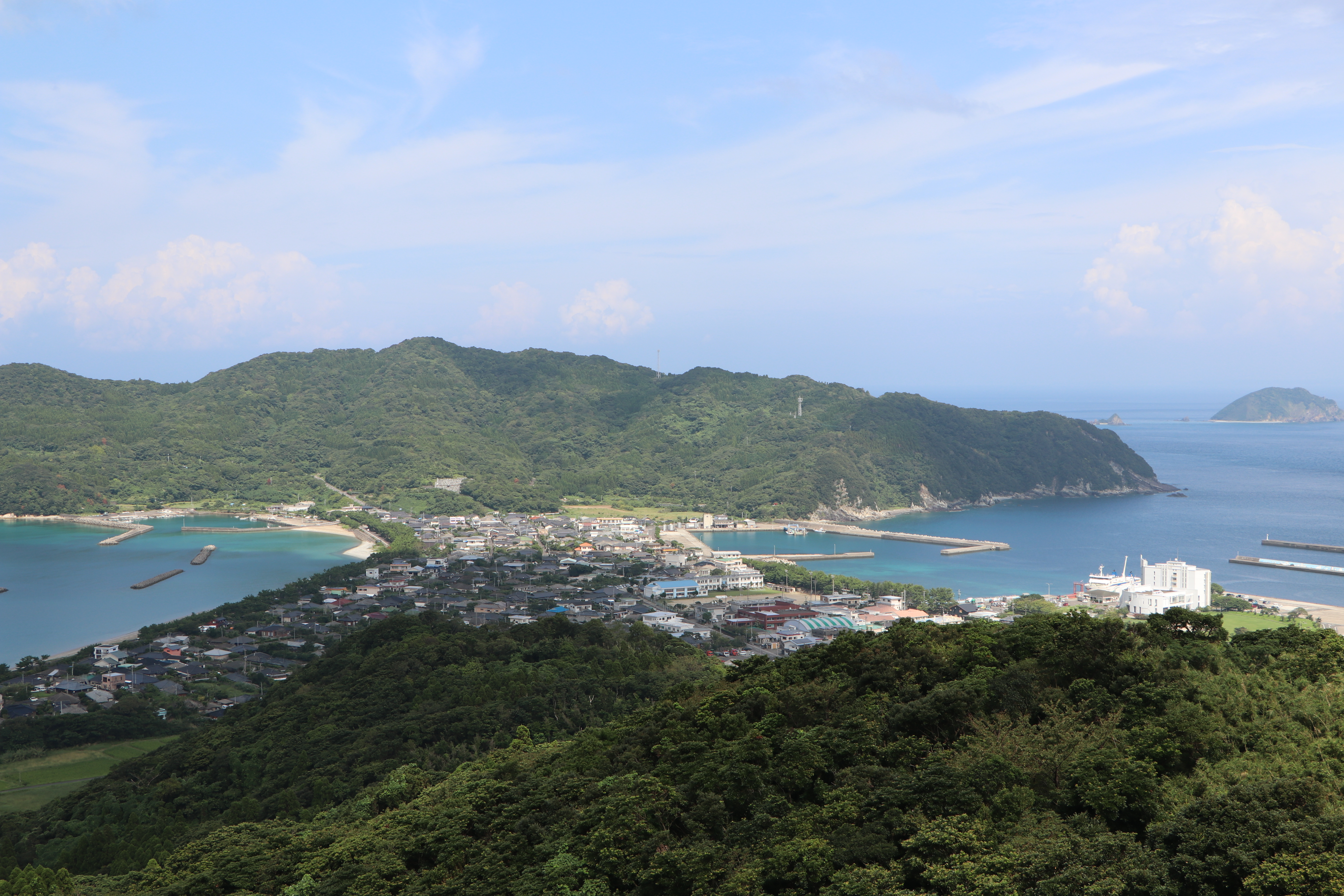
里集落の陸繋砂州

上甑島北端にある遠見山はかつて独立した島だったが、流砂によって上甑島本島と陸続きとなり、沿岸流と波の作用で海底の砂礫が水面上に現れたのが陸繋砂州（トンボロ）である。その上に形成された里集落は、陸繋砂州上にある集落としては日本国内最大規模であり、函館（北海道）や串本（和歌山県）と並んで日本三大トンボロに数えられることもある。砂州の全長は約1,400 m、全幅は最狭部で250 m、標高2.3 mであり、半島のように突き出た遠見山と島の南側をつないでいる。この砂州は10 cm×5 cmほどの礫で構成されており、一般的な砂丘や砂嘴にみられる細砂礫が少ないが、西岸は西之浜海水浴場となっている。先史時代の遺跡や藩政時代の士族居住地は山麓に形成され、真水に恵まれない沿岸部には被支配者層が居住した。
下甑島の手打でも、手打湾と手打港の間に小規模な陸繋砂州が形成されている。1889年（明治22年）や1951年（昭和26年）（ルース台風）には砂州が切断されたといい、現在は防潮堤が張り巡らされているが、高潮時にはしばしば手打湾から手打港に水があふれる。

### 長目の浜（甑四湖）

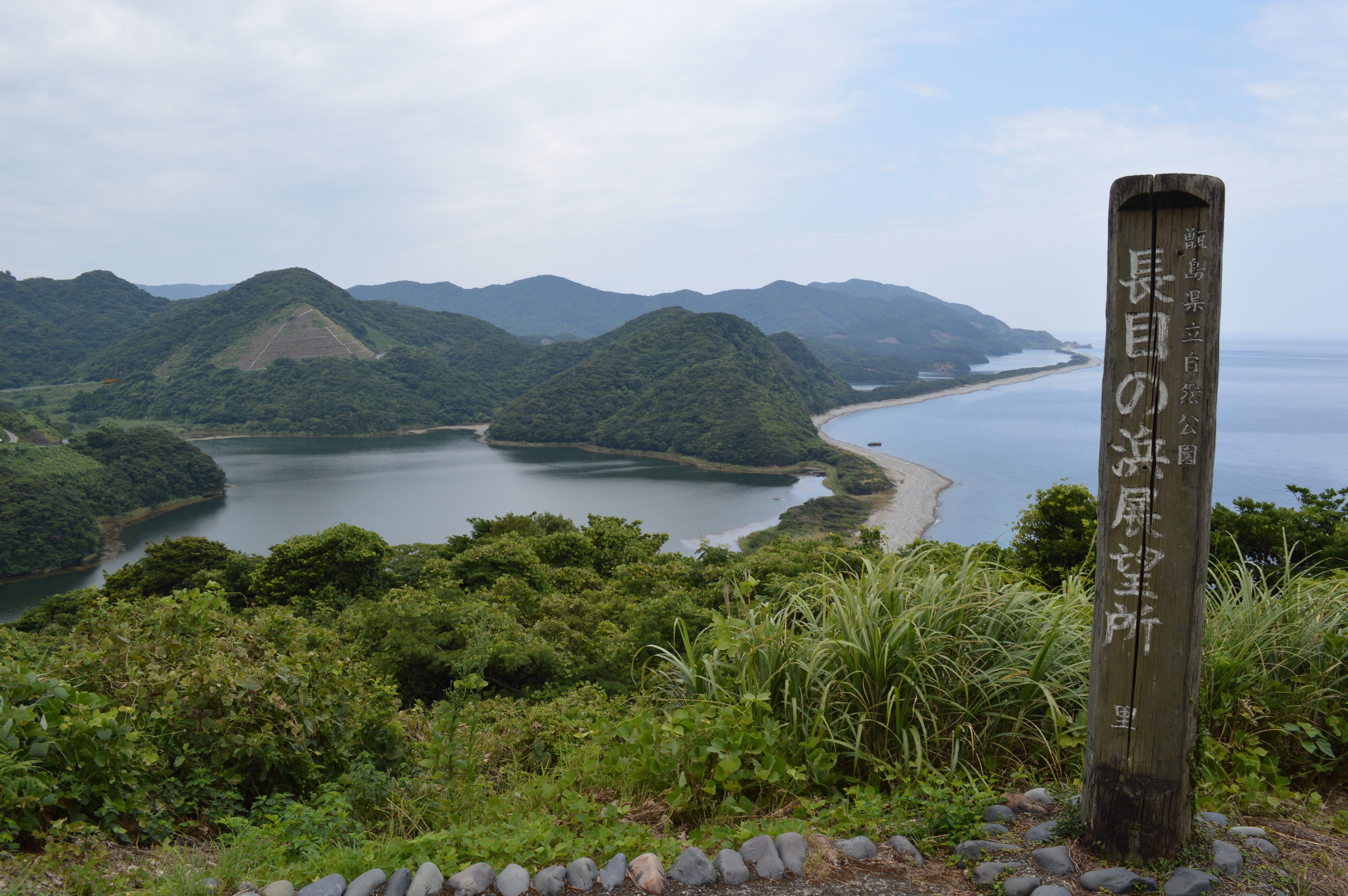
長目の浜の湖沼群

上甑島には長目の浜と呼ばれる、大小3つの池が砂州によって海と隔てられた景勝地がある。北からなまこ池（海鼠池）、貝池、鍬崎（かざき）池であり、似たような地形で隣接しながらも、それぞれ塩分濃度や成層状態が異なっている。長目の浜からやや東側に離れて、ウナギやボラが生息している須口池があり、上述の3つの池と合わせて甑四湖と呼ばれる。甑四湖はいずれも、離島にある湖沼としては規模が大きく、面積0.56 km2のなまこ池は日本第3位、面積0.16 km2の貝池と鍬崎池は5位、面積0.10 kmの須口池は8位である。
2015年（平成27年）3月には、それぞれの特徴を有する「このような砂州上に発達した植物群落は全国的にも少なく、性質の異なった三つの潟湖群とともに学術上貴重である」として、長目の浜と、海鼠池、貝池、鍬崎池の3湖沼、砂州上の植物群落が、「甑島長目の浜及び潟湖群の植物群落」の名称で、国の天然記念物に指定された。

### 武家屋敷跡の玉石垣

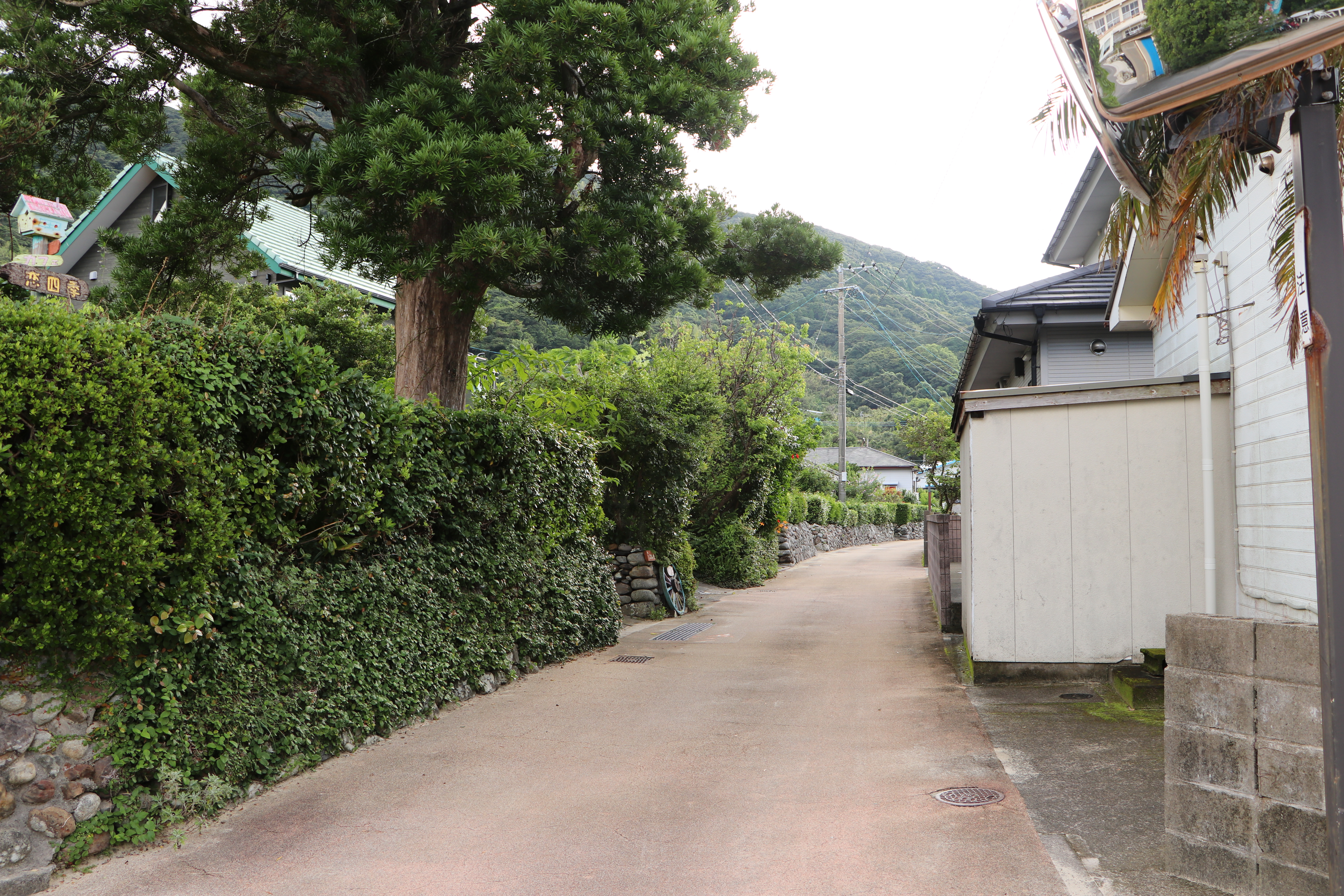
手打の武家屋敷通り

下甑島の手打と上甑島の里には、小川氏の統治時代の名残である武家屋敷通りがあり、大きさの等しい玉石垣（丸石の石垣）が特徴である。海岸に近い屋敷は玉石垣を築くほかに、道路面から屋敷地面を下げて風を防いでいることが多い。下げ幅は50 cm以下から1.5 mほどまで様々であり、屋敷地面が下げられた家の石垣は屋敷内部から見ると2 - 3 mほどにもなる。手打の武家屋敷通りには御仮屋門や異国船を取り締まった津口番所跡などがある。2009年には里町里にある武家屋敷跡の玉石垣が、日本の有人離島にある優れた景観を選定する「島の宝100景」（国土交通省）に選出された。「玉石の石垣が残る『たましいの島』」という短評が付いている。

## 経済
2010年（平成22年）の国勢調査による甑島列島の産業分類別就業者数は、第一次産業が12.3%、第二次産業が19.4%、第三次産業が68.1%であり、第一次産業の内訳は農業が1.3%、林業が0%、水産業が10.9%である。就業者数・総生産額ともに、日本全体の平均に比べて第一次産業（特に水産業）が大きな割合を占め、甑島列島の基幹産業は農林水産業である。

### 水産業

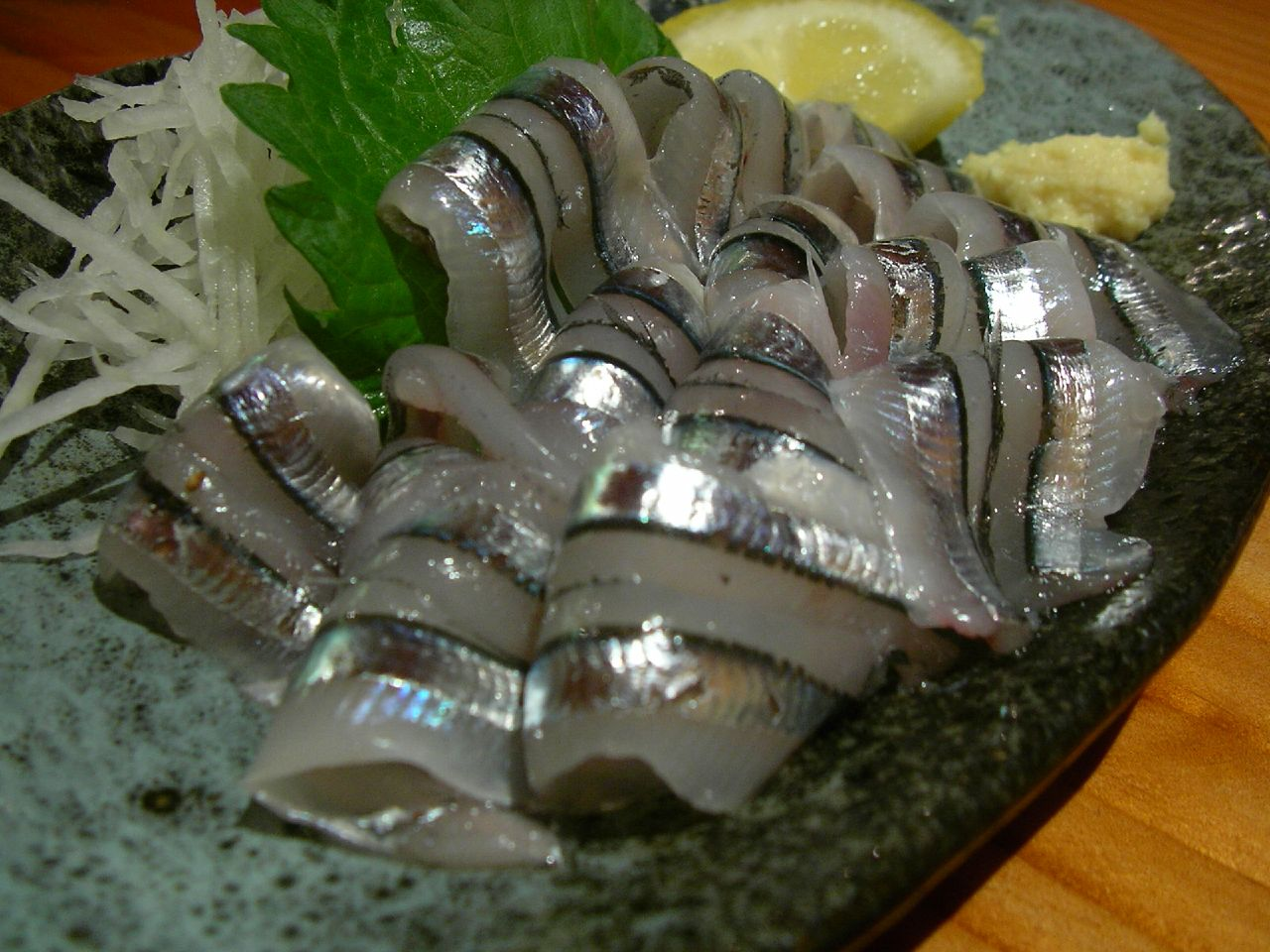
名物であるキビナゴの刺身

甑島列島周辺海域はアジ、サバ、ブリなどの回遊魚に加え、キビナゴ、バショウカジキ、アワビなどの水産資源が豊富で、鹿児島県内有数の漁場となっている。江戸時代にはイワシやカツオ漁が盛んであり、薩摩干鰯の主要産地だったほか、甑島産のカツオは土佐産に次ぐ質の高さとされた。明治時代にはカツオ漁業が行き詰ったことからサンゴ採取が好況に沸いたが、すぐに採りつくして大正時代には急速に衰えた。大正時代にはブリの定置網漁業が盛んとなり、戦後には巾着網漁業が活況を呈した。甑島漁協の水揚げ量の45%を刺網漁業で漁獲したキビナゴが占め、鹿児島県最古の歴史を持つ定置網漁業や、カンパチとマグロの養殖漁業も行なっている。キビナゴは一年中漁獲されるが、5月から7月の夏期がキビナゴ漁の最盛期であり、里が漁獲の中心となる。キビナゴは冷凍加工品としても出荷されているが、多くは鮮魚として、いちき串木野市または阿久根市の卸売市場を経由して主に鹿児島市内に出荷されている。
上甑島の浦内湾はリアス式海岸をなし、1950年（昭和25年）から真珠の養殖を行なっている。母貝には長崎県の大村湾から購入したアコヤガイを使用している。2000年代前半には日本各地に海洋深層水利用施設が建設されており、2003年（平成15年）には下甑島でも民間企業が海洋深層水の取水を開始した。比較的規模が小さいが、沖縄を除く九州で唯一海洋深層水が取水されている場所であり、沖合4 km・水深375 mの地点から400トン/日を汲み上げている。

### 農林業
急峻な地形のため耕地は少なく点在しているが、水稲、サツマイモ（主に焼酎用）、ソラマメ、パッションフルーツなどが生産されており、肉用牛が放牧されている。森林面積における天然広葉樹林の割合が84%を占め、155ヘクタールの椿林を含む。特用林産物としてはシイタケ、椿の実、木炭などが生産されている。甑島列島には共有地が多いという特徴があり、山林や原野は1980年（昭和45年）においてもその大部分が共有地だった。上甑島の江石では田畑でさえも大部分が共有地であり、田は5年ごと、畑は10年ごとに耕作者の割替が行なわれてきたが、1975年（昭和40年）を最後に総体的な割替は行なわれていない。

### 観光業
2009年（平成21年）の上甑島への観光客は約21,400人、中甑島への観光客は約1,700人、下甑島への観光客は約14,100人であり、観光客は上甑島がもっとも多い。全体の観光客数は約37,200人であり、うち列島内での宿泊者数は約34,600人と93%を占める。2010年の甑島列島全体への入込客数は44,870人であり、薩摩川内市全体の約2%程度である。薩摩川内市全体の入込客数は右肩上がりであるが、甑島列島への入込客数は年によってばらつきがあり、2006年（平成18年）は31,528人、2008年は55,224人だった。列島内にはキャンプ場、海水浴場、ダイビング場などの観光施設が整備されており、その他にも甑大明神マラソン大会、こしき島アクアスロン大会、甑島イカ釣り大会、竜宮文化フェスタなどのイベントが開催されている。里にある甑島風力発電所は1990年（平成2年）に日本で初めて実用化された風力発電所であり、観光名所のひとつとなっている。2015年には集落や港湾部を除くほぼ列島全体が「甑島国定公園」に指定されている。

## 教育
いずれも薩摩川内市立
|              | 区分   | 所在島 | 所在大字 | 学校名     | 開校/閉校年                 |
| ------------ | ------ | ------ | -------- | ---------- | --------------------------- |
| 現存する学校 | 中学校 | 上甑島 | 里       | 里中学校   | 1947年開校                  |
| 現存する学校 | 中学校 | 上甑島 | 中甑     | 上甑中学校 | 1947年開校                  |
| 現存する学校 | 中学校 | 下甑島 | 手打     | 海陽中学校 |                             |
| 現存する学校 | 中学校 | 下甑島 | 長浜     | 海星中学校 |                             |
| 現存する学校 | 小学校 | 上甑島 | 里       | 里小学校   | 1882年開校                  |
| 現存する学校 | 小学校 | 上甑島 | 中甑     | 中津小学校 | 1877年開校                  |
| 現存する学校 | 小学校 | 下甑島 | 鹿島     | 鹿島小学校 | 1880年開校                  |
| 現存する学校 | 小学校 | 下甑島 | 手打     | 手打小学校 | 1874年開校                  |
| 現存する学校 | 小学校 | 下甑島 | 長浜     | 長浜小学校 | 1880年開校                  |
| 閉校した学校 | 中学校 | 下甑島 | 鹿島     | 鹿島中学校 | 2012年3月末休校             |
| 閉校した学校 | 小学校 | 上甑島 | 桑之浦   | 宇佐小学校 | 1968年閉校                  |
| 閉校した学校 | 小学校 | 上甑島 | 江石     | 江石小学校 | 1969年閉校                  |
| 閉校した学校 | 小学校 | 上甑島 | 瀬上     | 浦内小学校 | 1903年開校、2008年3月末閉校 |
| 閉校した学校 | 小学校 | 中甑島 | 平良     | 平良小学校 | 1879年開校、2011年3月末閉校 |
| 閉校した学校 | 小学校 | 下甑島 | 瀬々野浦 | 西山小学校 | 1879年開校、2013年3月末閉校 |
| 閉校した学校 | 小学校 | 下甑島 | 青瀬     | 青瀬小学校 | 1886年開校、2012年3月末閉校 |
| 閉校した学校 | 小学校 | 下甑島 | 片野浦   | 子岳小学校 | 1886年開校、2012年3月末閉校 |

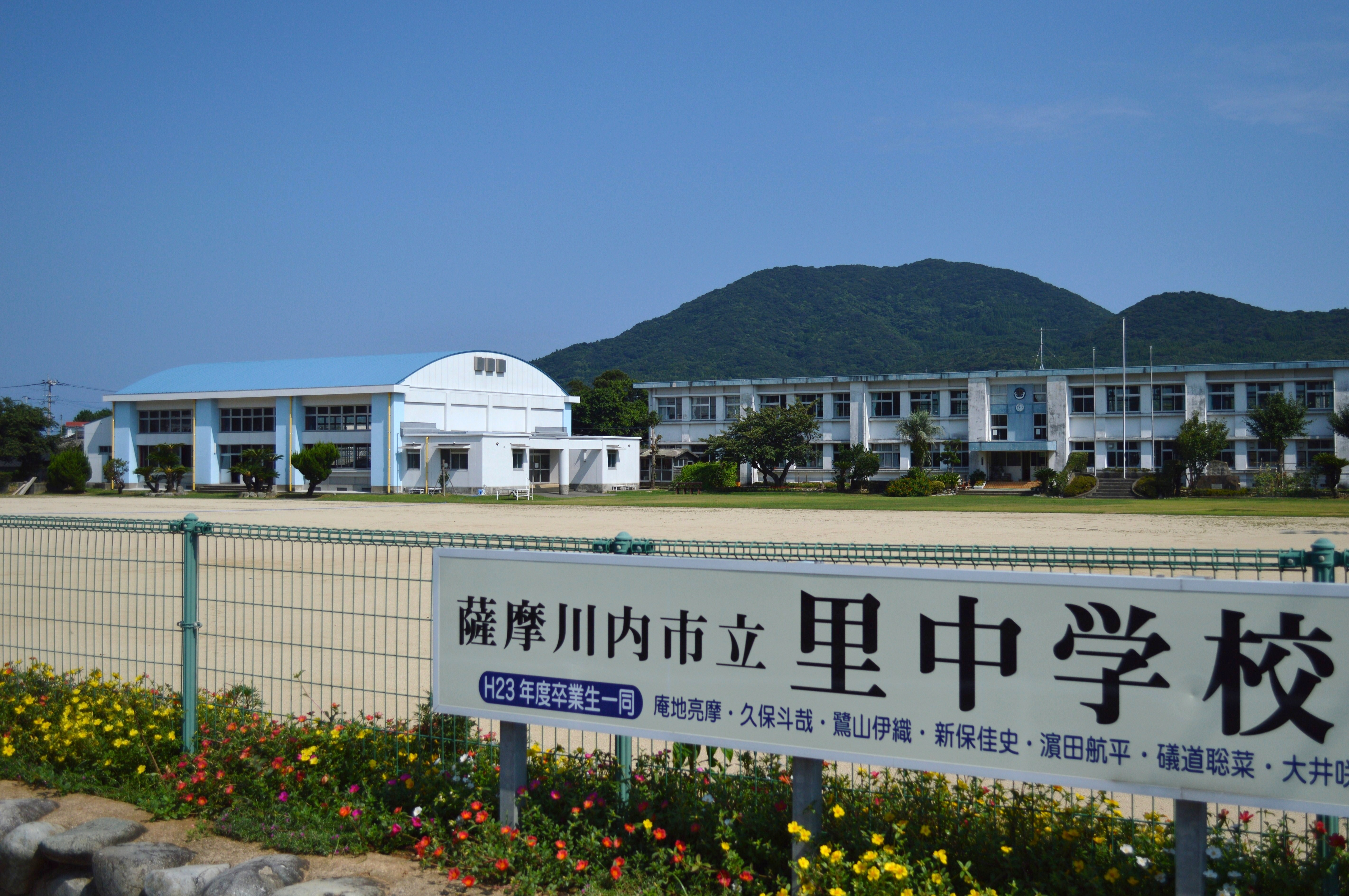
里小中学校

2013年（平成25年）時点で甑島列島には薩摩川内市立中学校が4校、市立小学校が5校所在するが、いずれの学校も僅少な児童生徒数に悩まされている。2013年5月1日時点の各小中学校の児童生徒数は、里中学校が17人、上甑中学校が16人、海陽中学校が18人、海星中学校が26人、里小学校が64人、中津小学校が41人、鹿島小学校が13人、手打小学校が52人、長浜小学校が59人である。

### 中学卒業後の進路
甑島列島内に全日制高校や通信制高校の学習センターはなく、列島内の高校受験生は、学区の制約なく県内の全ての県立高校へ進学できるため、中学校卒業生の多くは九州本土などに転出して、島外の高校に進学する。1960年（昭和35年）頃からは子どもの高校進学を機に島外に移住する挙家離村が多くみられ、主に農業従事者が特に阪神地域、次いで名古屋や京浜地域に一家揃って移住した。漁業従事者や公務員などの安定した職を持っている人の離村は少なく、1975年（昭和50年）以降には挙家離村はほとんどみられない。高度成長期の中学卒業生の就職先は、大阪府と兵庫県で6割を占めていた。

### 学校の統廃合
上甑島にはかつて小学校が5校あったが、1968年（昭和43年）に桑之浦の宇佐小学校が、1969年（昭和44年）に江石の江石小学校が閉校となっている。2004年（平成16年）の合併後、薩摩川内市は大規模な小中学校の統廃合を進めた。上甑島の瀬上には1903年（明治36年）に開校した浦内小学校があったが、2008年（平成20年）に中甑の中津小学校に統合され、106年（卒業生2,065人）の幕を閉じた。中甑島の平良には1879年開校の平良小学校と平良中学校があったが、2001年（平成13年）には平良中学校が閉校となって上甑中学校に編入した。平良小学校の児童数は1950年（昭和25年）には226人を数えたが、2010年（平成22年）には7人となり、2011年（平成23年）に閉校となって中津小学校に統合された。現在、中甑島に住む児童生徒は橋を越えて上甑島の学校まで通っている。上甑島にある2つの中学校、里中学校と上甑中学校は、今後の生徒数の推移によっては統廃合が検討され、下甑島にある2つの中学校、海陽中学校と海星中学校も同様である。2012年（平成24年）には下甑島の鹿島中学校が休校となり、鹿島中学校に通っていた生徒は海星中学校に通うこととなった。鹿島中学校の学校再開や鹿島小学校の統廃合については、藺牟田瀬戸架橋完成後の状況変動などから判断される予定である。下甑島では2012年には青瀬小学校が長浜小学校に、子岳小学校が手打小学校に統合され、2013年には西山小学校が長浜小学校に統合された。

### 山村留学制度
薩摩川内市は下甑島で山村留学制度を実施している。鹿島小学校・鹿島中学校は1996年（平成8年）から「ウミネコ留学」を実施し、本土などから海村留学生（1年間）を年間10名程度受け入れている。2007年度の鹿島小学校の全校生徒数は16人であり、このうち留学生は6人だった。愛称は下甑島がウミネコの繁殖南限地であることに由来する。西山小学校でも2000年（平成12年）から鹿島小中学校同様の「ナポレオン留学」を行なっていたが、近年は希望者がいなかったことから2011年に制度が廃止され、また西山小学校自体も2013年度に統廃合の対象となった。愛称は瀬々野浦集落北部にある奇岩「ナポレオン岩」に由来する。

### 大学教育
2008年（平成20年）度から、甑島列島を高等教育機関の学外活動の場として提供する「こしきアイランドキャンパス事業」を進めている。2010年度には京都造形芸術大学、東京造形大学、鹿児島純心女子大学、鹿児島大学、熊本大学の5大学が文化交流・伝統食文化研究・化石発掘などを実施し、2011年度には熊本大学、宮崎大学、九州産業大学、鹿児島純心女子大学の4大学計6団体が、2012年度には熊本大学、九州情報大学、宮崎大学、鹿屋体育大学、鹿児島国際大学、九州産業大学の6大学が甑島列島で学外活動を行なった。

## 文化
鹿島村離島住民生活センター（旧藺牟田漁業組合）は国の登録有形文化財に登録されている。鹿島地域は中野姓が1/3、橋野姓が1/3、残りの1/3が小村姓などである。1949年（昭和24年）に下甑村から分村して以来、鹿島地域は交通死亡事故ゼロを継続しており、2013年（平成25年）6月には日本記録が連続22,000日まで伸びた。

### 上甑島の内侍舞
上甑島・中甑島の8集落には内侍舞（ないしまい）が伝承されている。中学生女子が舞妓となり、11月に里の八幡神社で行なわれる内侍舞は鹿児島県指定無形民俗文化財となっている。現在でも内侍舞が伝承されている地域は、鹿児島県では上甑島・中甑島と十島村（トカラ列島）だけとされている。地元では内侍舞という言い方はせず、「メシジョウ」「マチジョウ」などと呼んでいる。

### 下甑島のトシドン

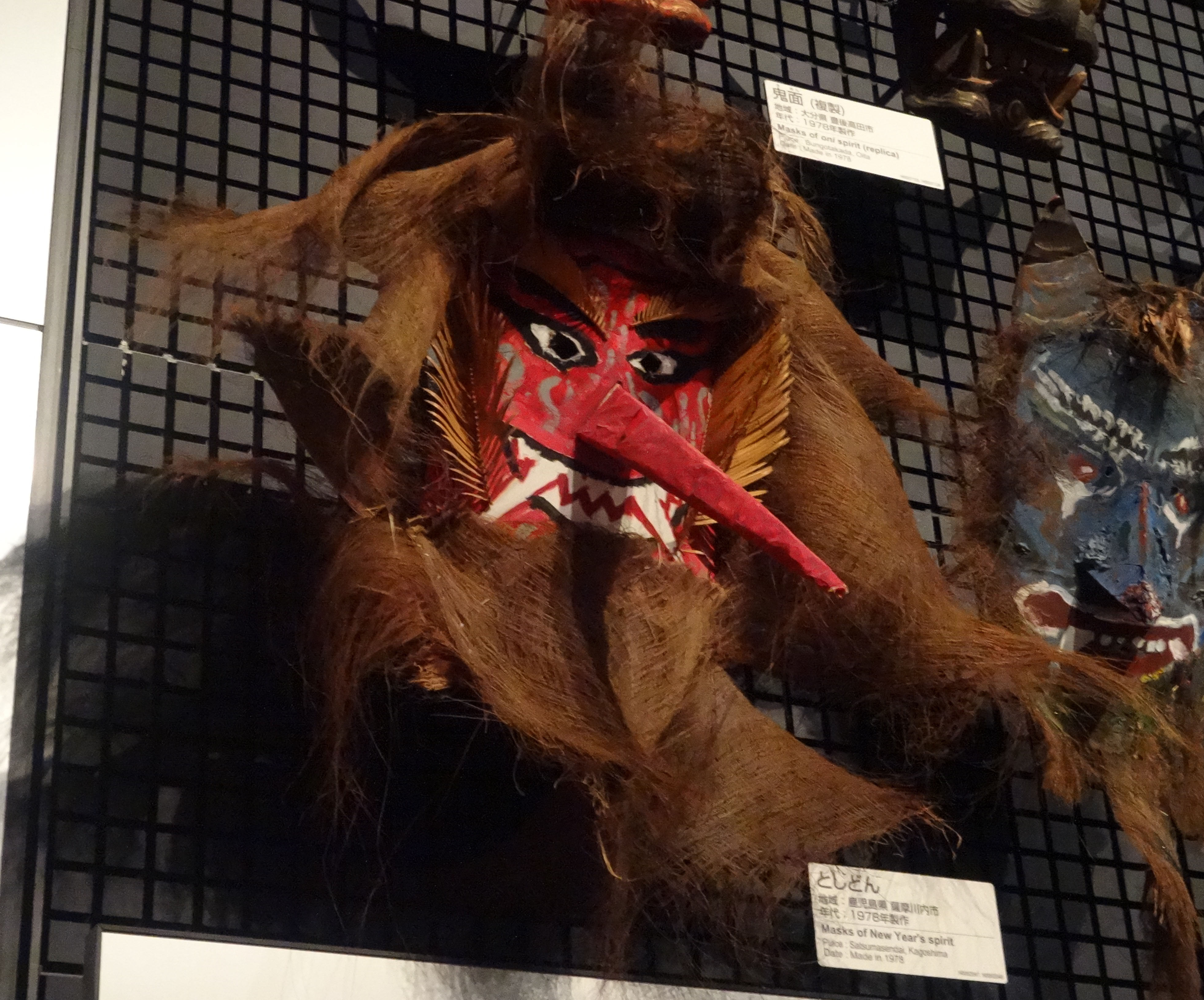
トシドンの仮面

下甑島にはトシドンという伝統的な民俗行事がある。かつては上甑島・中甑島・下甑島のそれぞれでトシドンが行なわれていたが、今も伝承されているのは下甑島のみである。かつては種子島と屋久島でもトシドンを行なっており、種子島のトシドンは甑島からの移住者がもたらしたとされる。
1977年（昭和52年）には国の重要無形民俗文化財の指定を受け、2009年（平成21年）、国連教育科学文化機関(UNESCO)の無形文化遺産の新制度第1号のひとつとして「甑島のトシドン」が登録された。後に日本が「男鹿のナマハゲ」を無形文化遺産に登録しようとした際、「甑島のトシドンに形式的にも象徴的にも類似している」と指摘されて事務局に却下され、トシドンの登録名を「正月の来訪神行事」と変更してナマハゲを追加するなどといった案が検討された。

### 瀬々野浦のビーダナシ
甑島ではフヨウの幹の皮を糸にして織った衣服（ビーダナシ）が日本で唯一確認されており、甑島の中でも下甑村の瀬々野浦でのみ確認されている。フヨウを表すビーと袖・袂付き長着を表すタナシを組み合わせてビーダナシと呼ぶ。軽くて涼しいために重宝がられ、裕福な家が晴れ着として着用したようである。現存するビーダナシは下甑の歴史民俗資料館に展示されている4着のみであり、いずれも江戸時代か明治時代に織られたものである。フヨウで編んだ紐や綱は南西諸島や九州の島嶼部や伊豆諸島などでも見られ、かつては中国大陸でも甑島同様にフヨウで衣類を編んだという。生糸・木綿・麻・葛で編んだ布は甑島の他の集落でも見られるが、瀬々野浦には生糸・木綿・麻・葛・イチビ・アカメガシワ・フヨウの7種類の材料から作った繊維が存在した。独自の文化が瀬々野浦にのみ存在した背景としては、昭和30年代頃までは陸路での訪問が難しい孤立集落だったこと、民具や無形文化の伝承に熱心な集落だったことなどが挙げられる。

### 作品の舞台

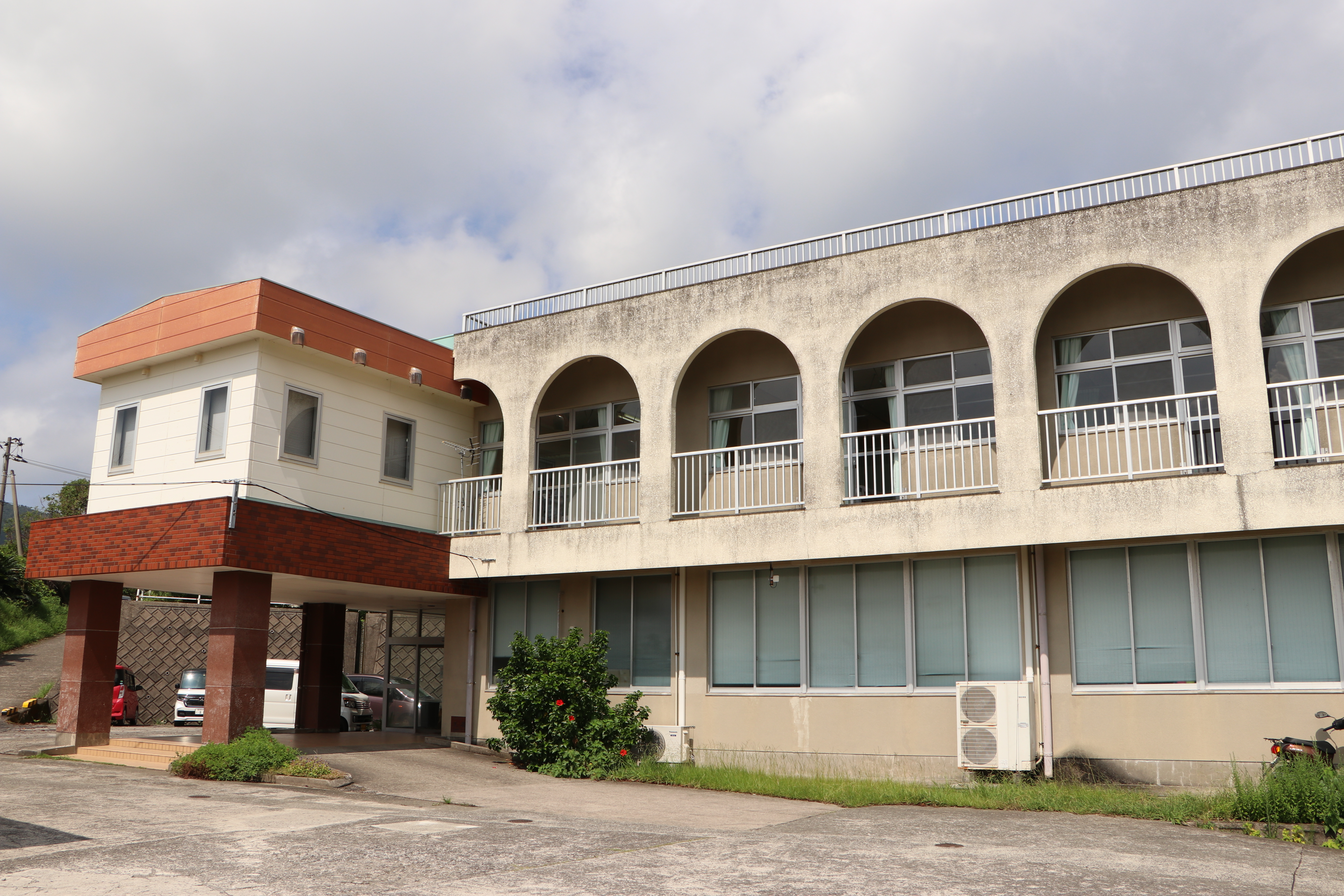
漫画「Dr.コトー診療所」の主人公のモデルとなった瀬戸上健二郎が勤務していた下甑手打診療所

#### 小説
- 堀田善衛の怪奇小説『鬼無鬼島』は下甑島のクロ宗を題材としている。
- 椋鳩十の児童文学『孤島の野犬』は下甑島の野犬（甑山犬）が主人公である。手打にはこの作品に因んだ銅像が建てられている[122]。

#### 映像
- 映画「釣りバカ日誌9」では下甑島がロケ地となり、手打地区の民家や手打海岸が登場する[123]。
- 山田貴敏の漫画「Dr.コトー診療所」の舞台「古志木島」は下甑島がモデルであり[123]、主人公のモデルは手打診療所の瀬戸上健二郎医師である[124]。テレビドラマ版のモデルは「八重山列島の架空の島」に変更され、ロケは沖縄県の与那国島で行なわれた。
- 映画「大綱引の恋」では上甑󠄀島、下甑󠄀島がロケ地となり、里港ターミナルや里麓武家屋敷跡、こしきの宿、前の平展望所、薩摩川内市下甑瀬々野浦出張診療所が登場する[125]。

#### そのほか
- 下甑島は森進一の母親の出身地であり、1999年（平成11年）には手打に「おふくろさん」の歌碑が建立された[126]。
- 下甑島の奇岩「ナポレオン岩」はDr.コトー診療所やゆでたまごの「キン肉マン2世」などの漫画に登場する。

#### ドキュメンタリー
- NHK特集「不思議の島 湖沼群を潜る 〜東シナ海・甑島〜」（1984年9月2日、NHK）[88]

## 関連人物
- 梶原景季 [127] - 平安時代末期から鎌倉時代初期の武将。播磨を経て甑島に上陸したとされる。
- 楠木正行 [127] - 南北朝時代の武将。中甑で死没したとされる。
- 石神球一郎 - 上甑島里村の出身。台湾にある金瓜石鉱山の所長を務めた。
- 町春草 [128] - 女流書家。1922年下甑村長浜生まれ。
- 本田成親 [110] - 数学者、文筆家。1942年神奈川県横浜市生まれ、里村育ち。
- 斉藤きみ子 [110] - 児童文学作家。1949年里村生まれ、大阪育ち。
- 小倉一郎 [128] - 俳優。1951年下甑村生まれ、東京都新宿区育ち。
- 石原登[129] - 衆議院議員。第22回衆議院議員総選挙で当選。里に詩の石碑がある。
- 是枝伸彦[130] - ミロク情報サービス創業者・会長、元テレコムサービス協会会長。1937年下甑村生まれ。

## ギャラリー

### 風景

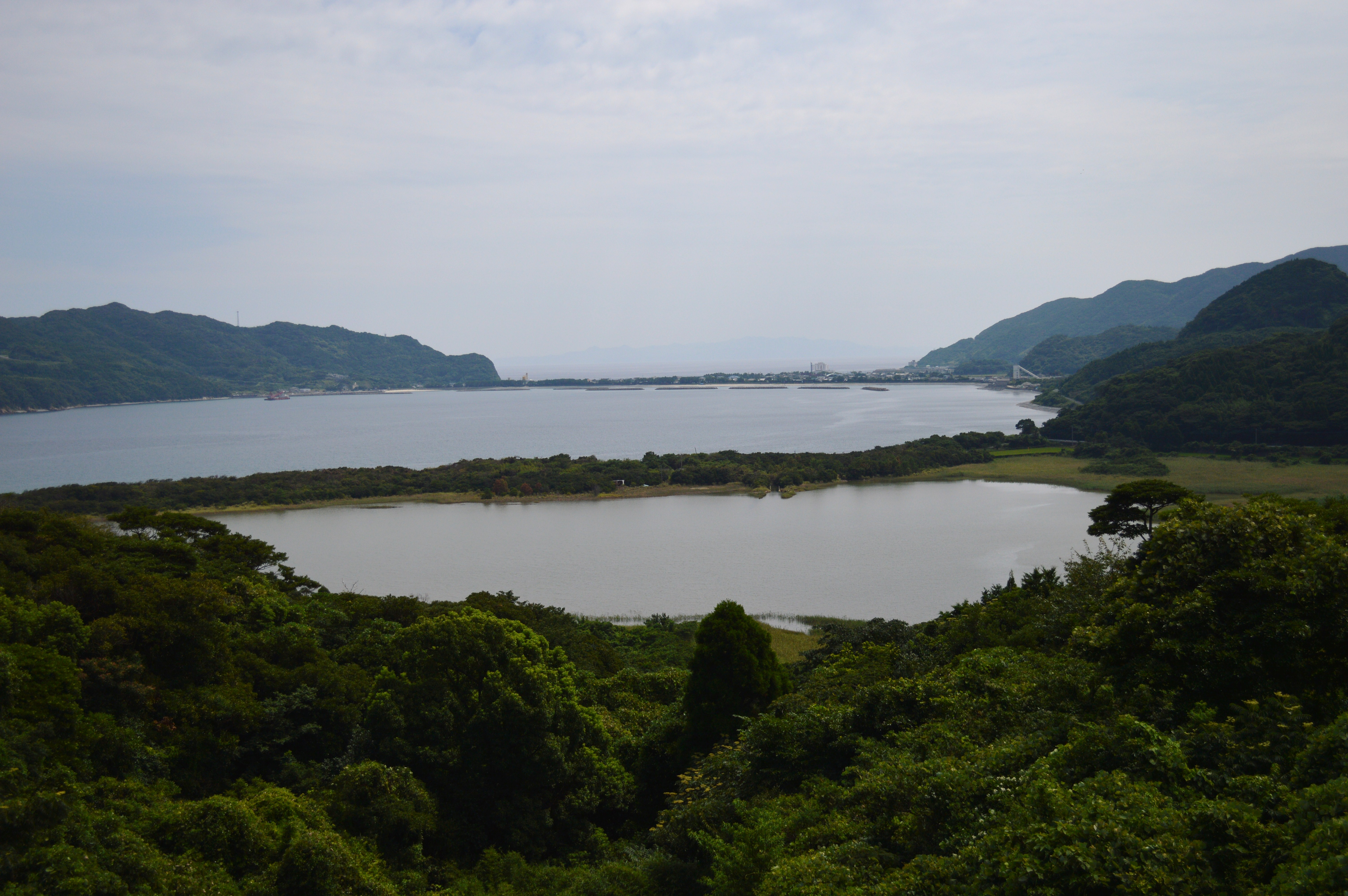
須口池と陸繋砂州（上甑島/里）
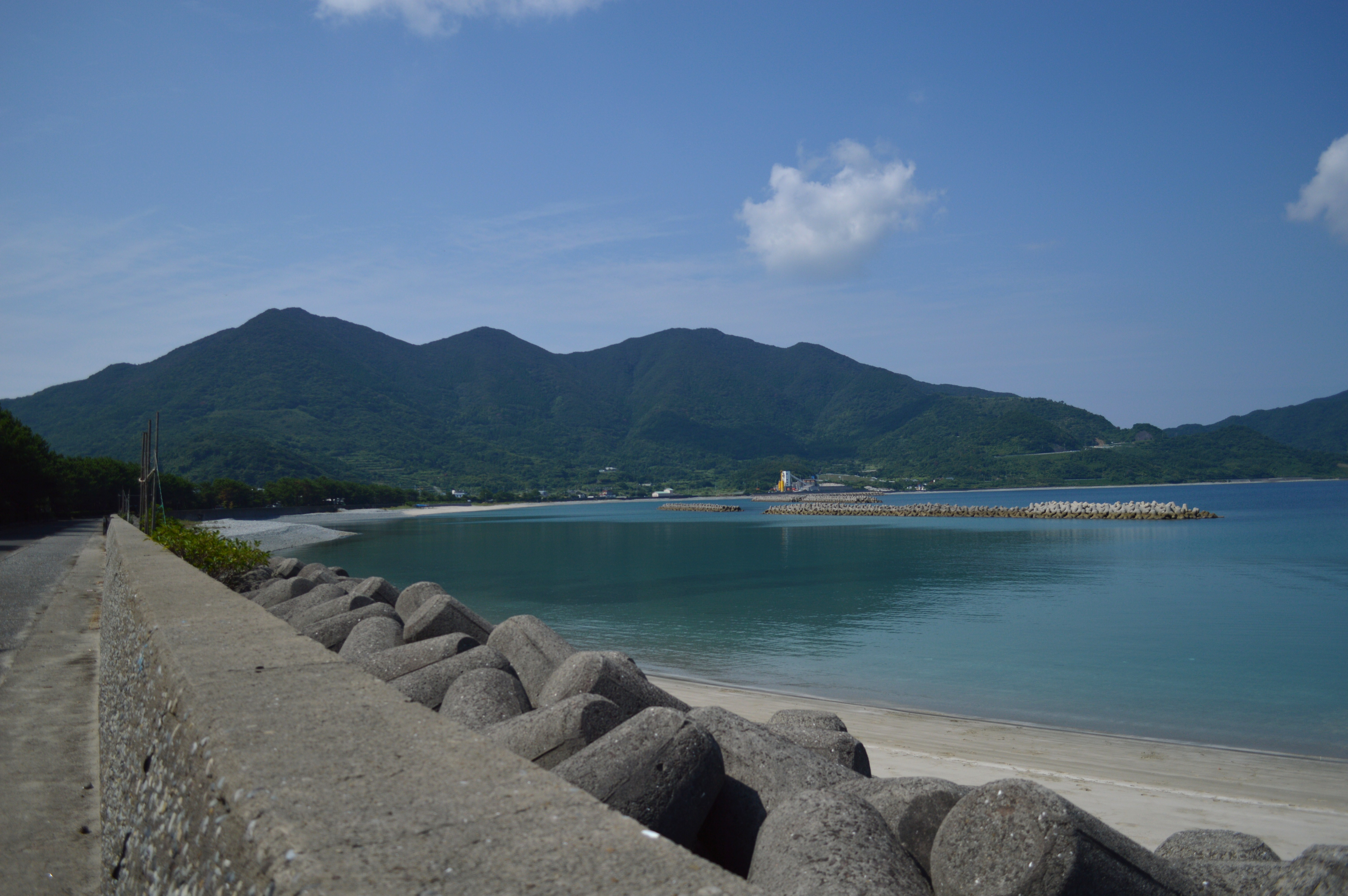
西之浜海水浴場（上甑島/里）
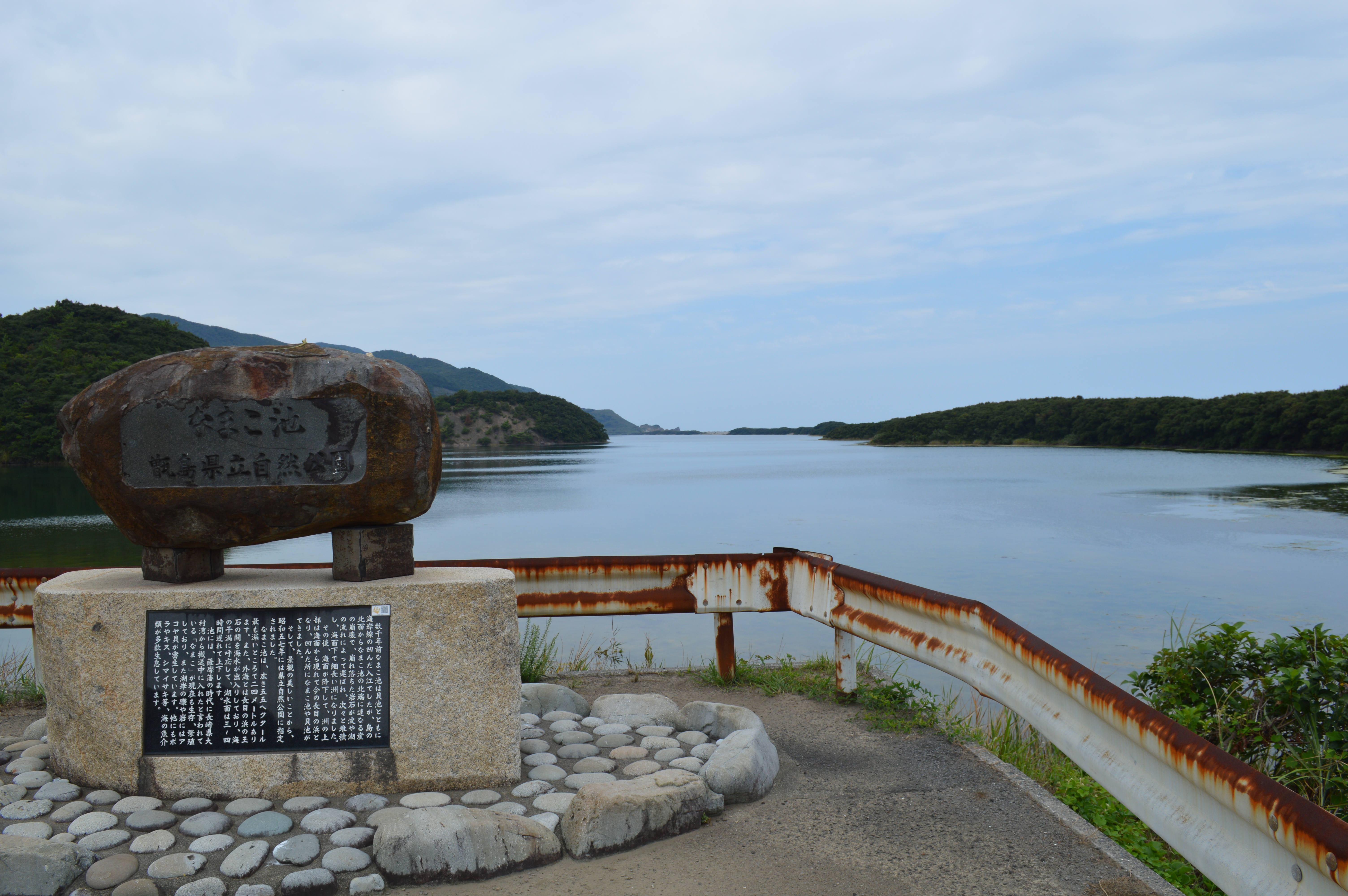
なまこ池（上甑島/中甑）
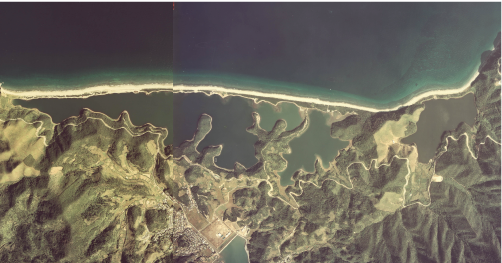
長目の浜の空中写真国土交通省 国土地理院 地図・空中写真閲覧サービスの空中写真を基に作成
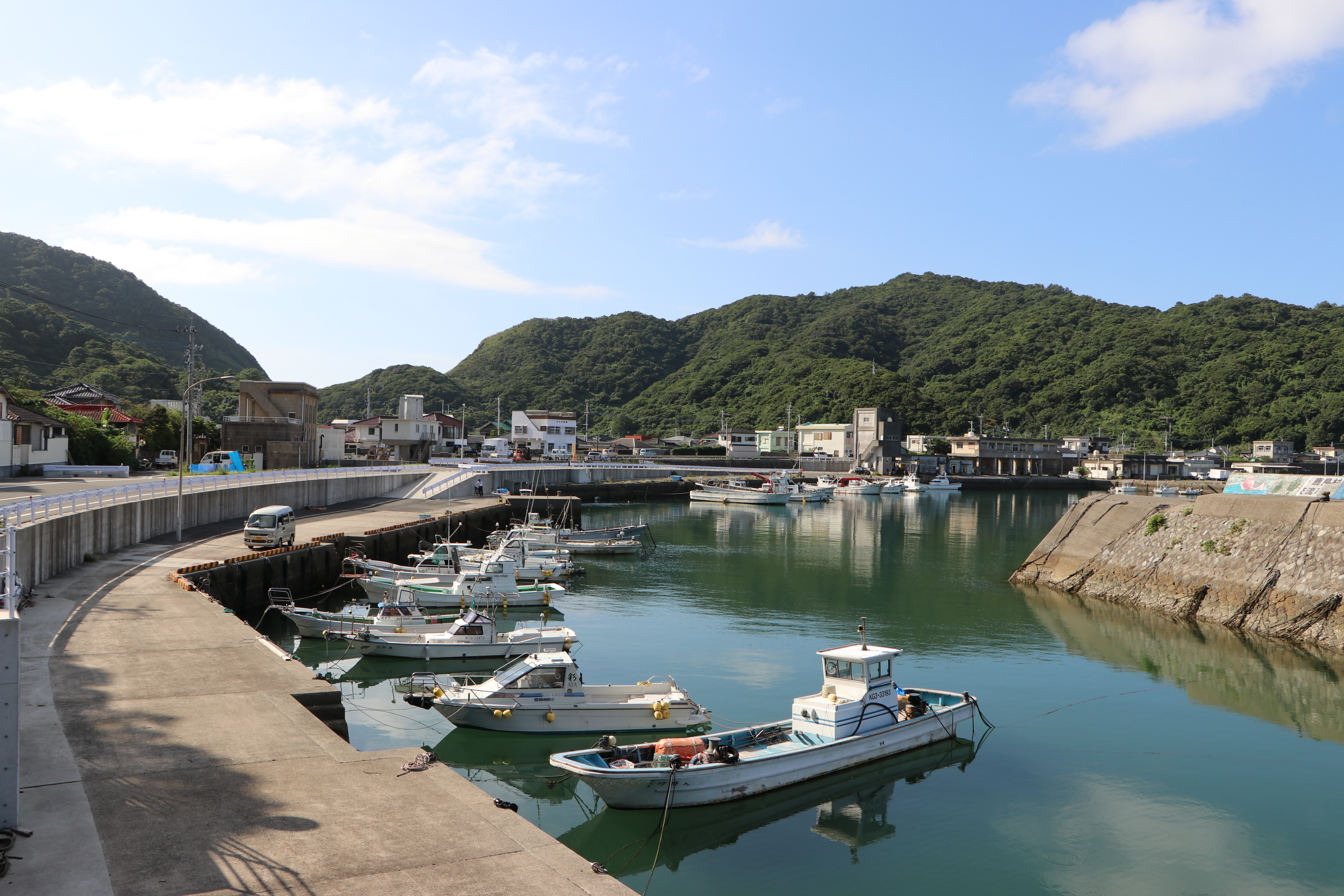
藺牟田集落（下甑島/鹿島）
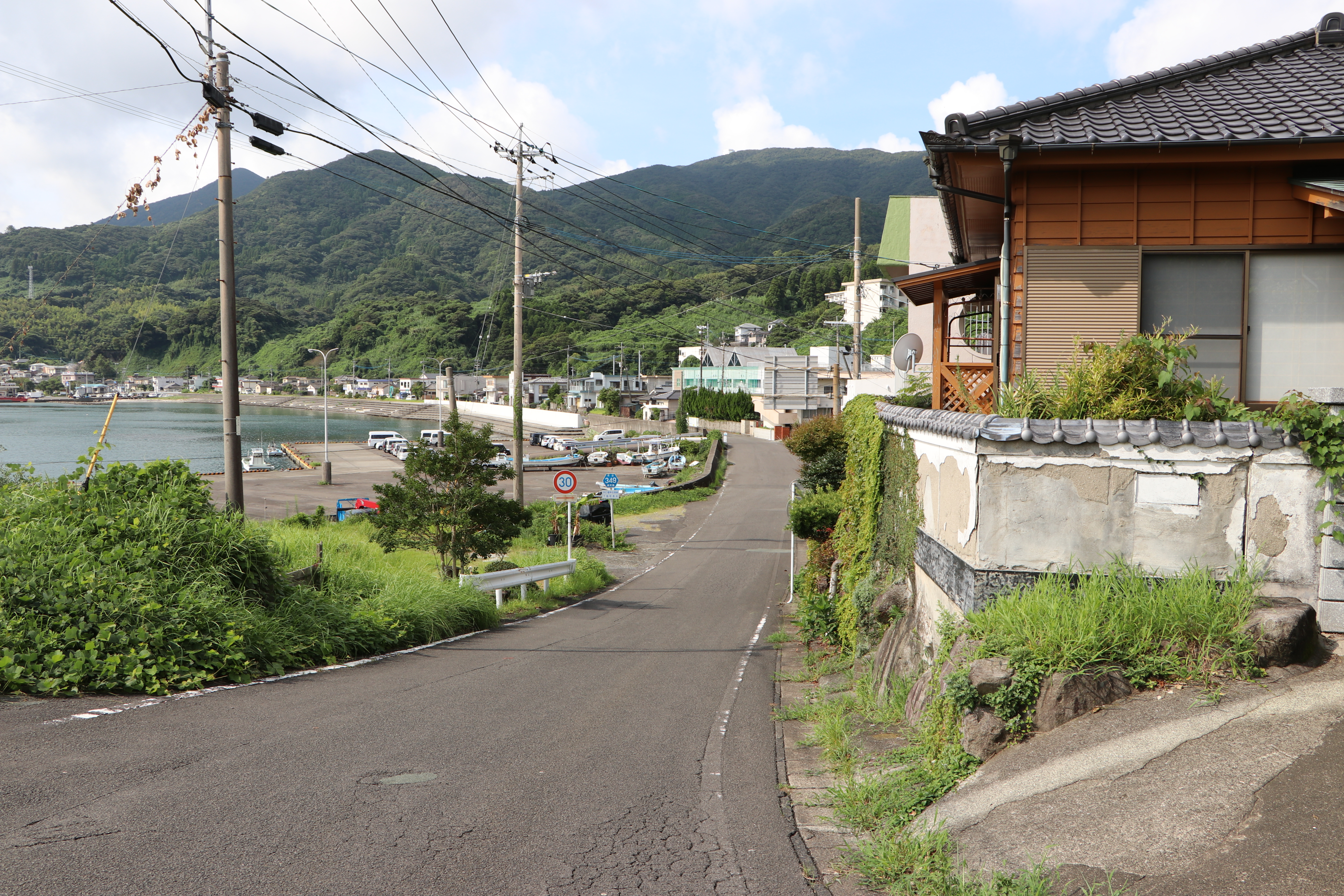
長浜集落（下甑島/長浜）
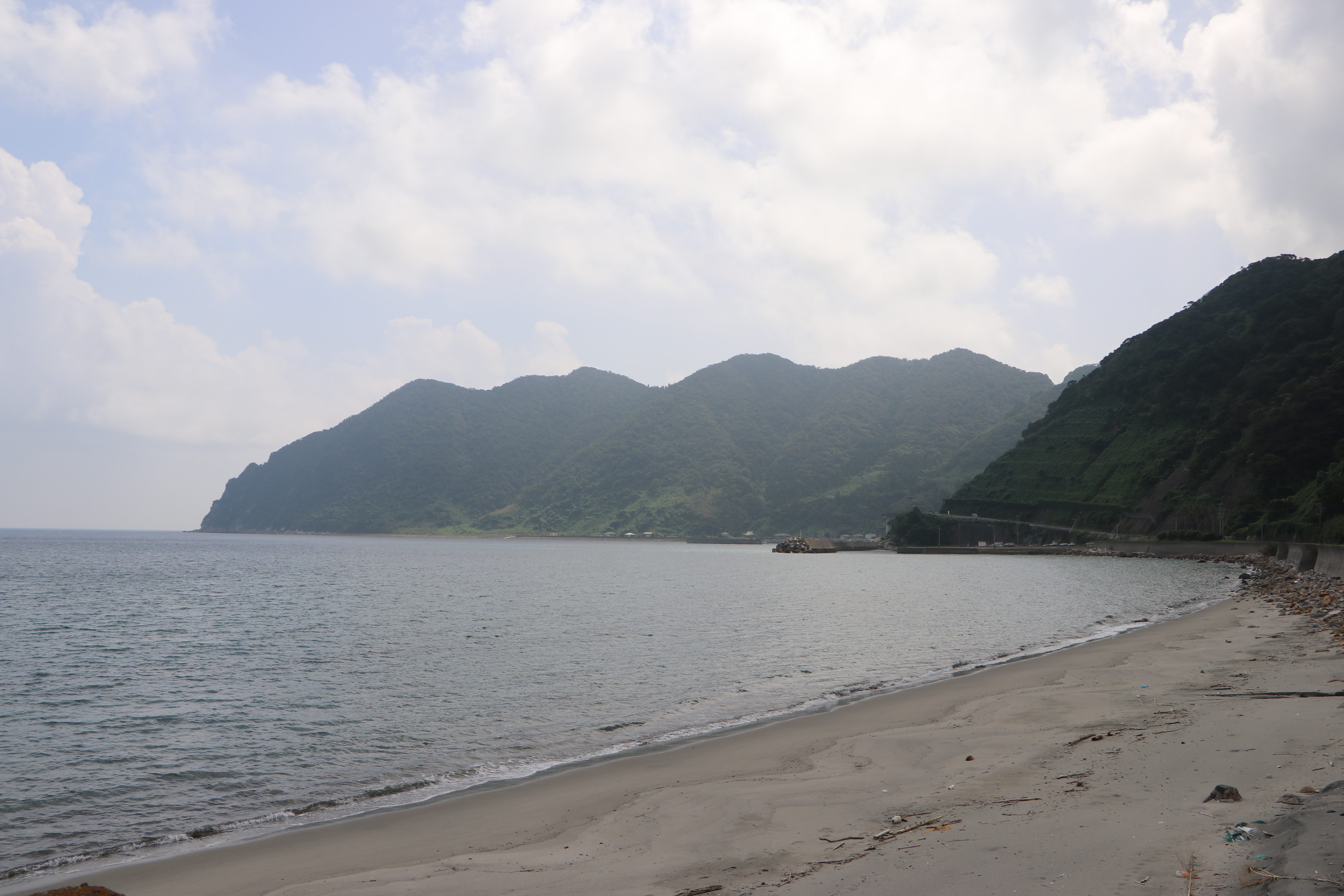
青瀬海岸（下甑島/青瀬）
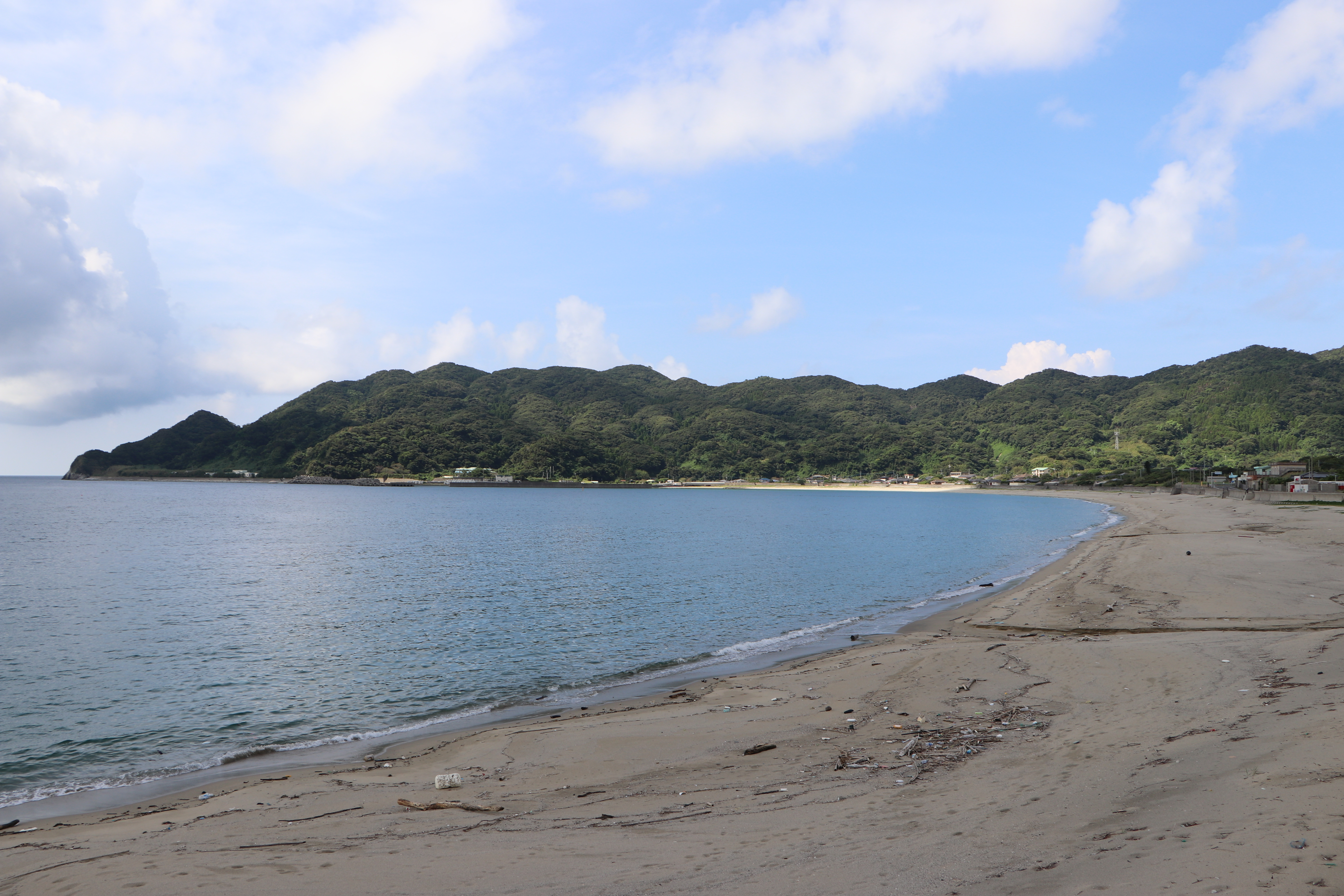
手打海岸（下甑島/手打）

### 行政施設

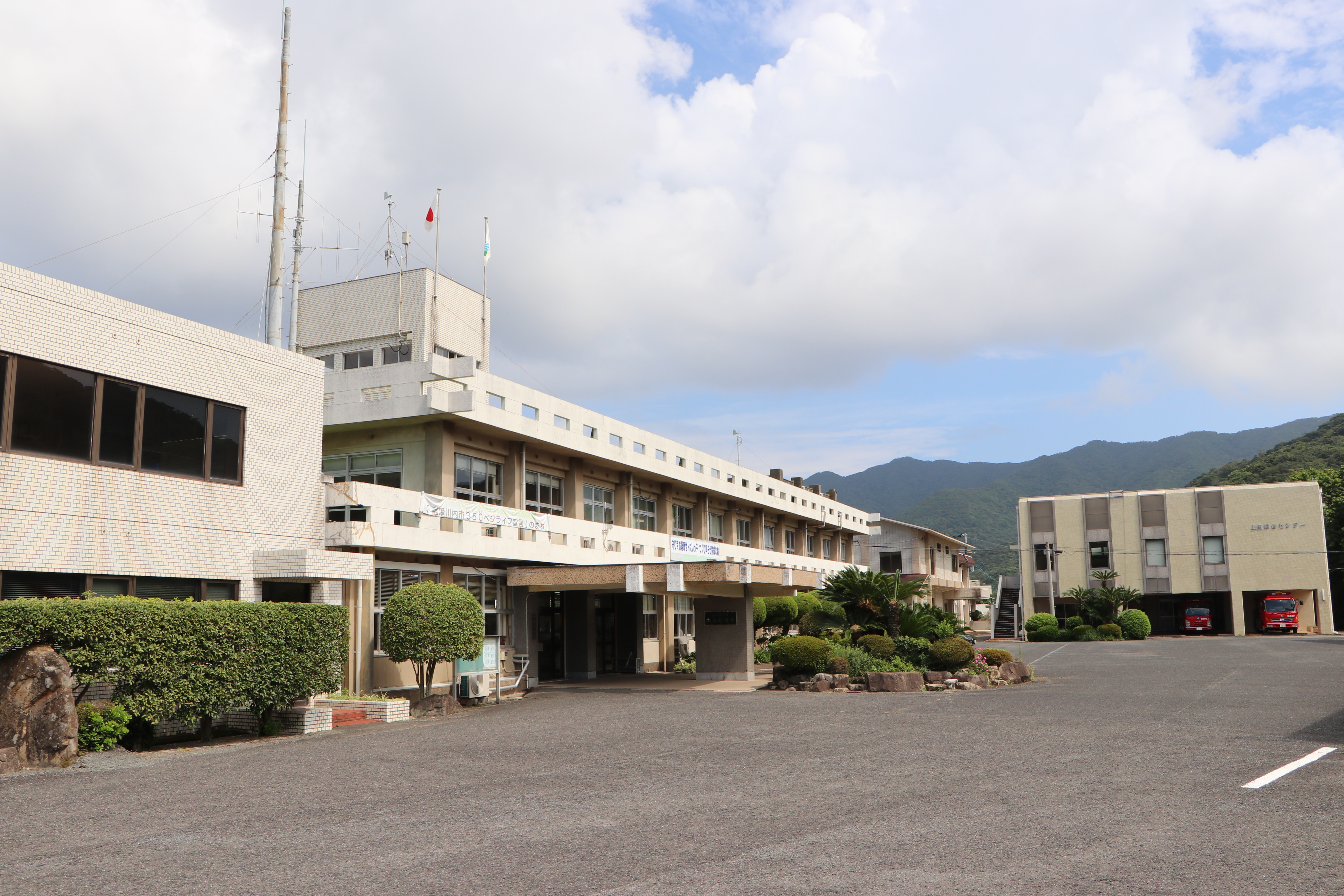
薩摩川内市役所甑島振興局（上甑島/中甑）
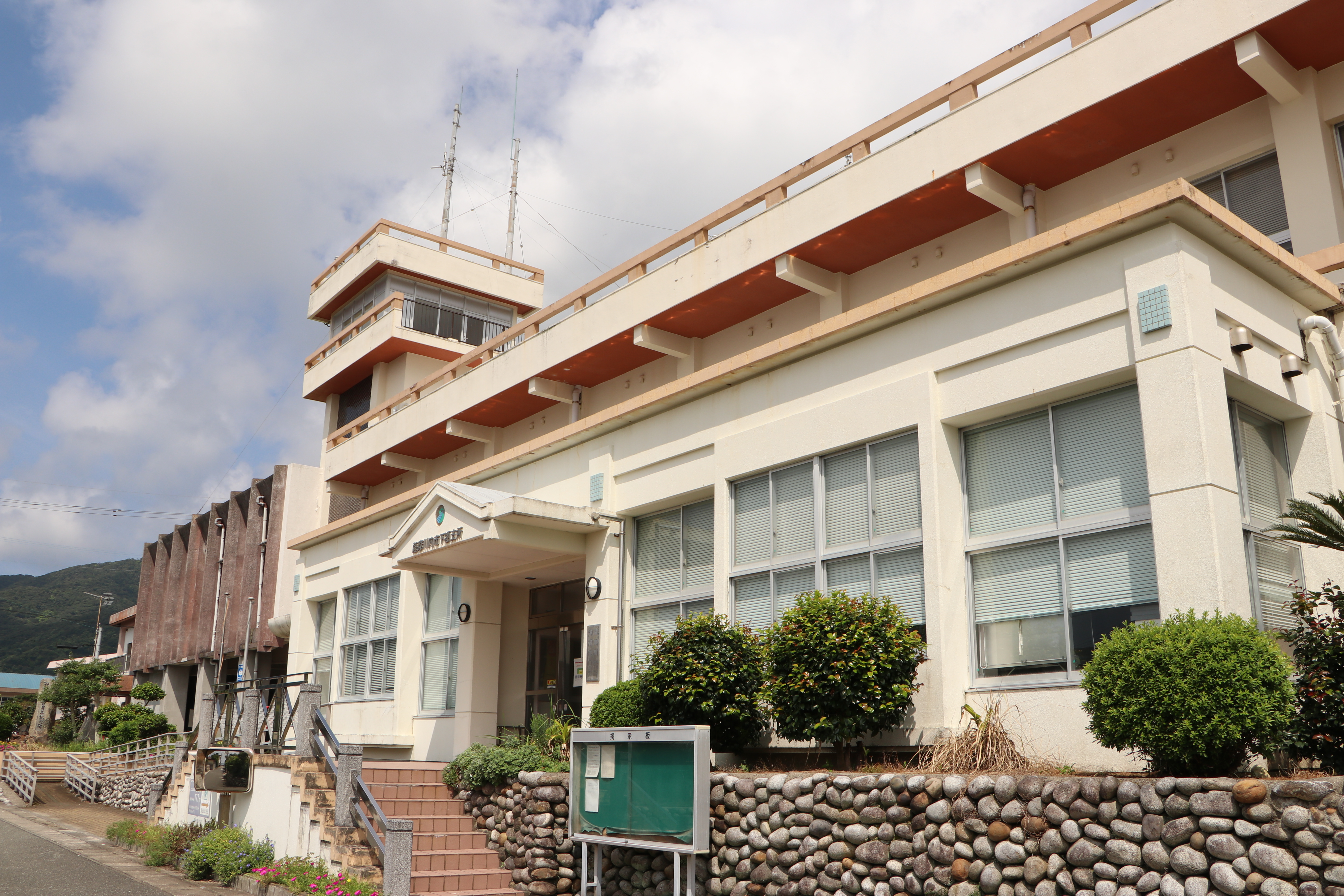
薩摩川内市役所甑島振興局下甑支所（下甑島/手打）
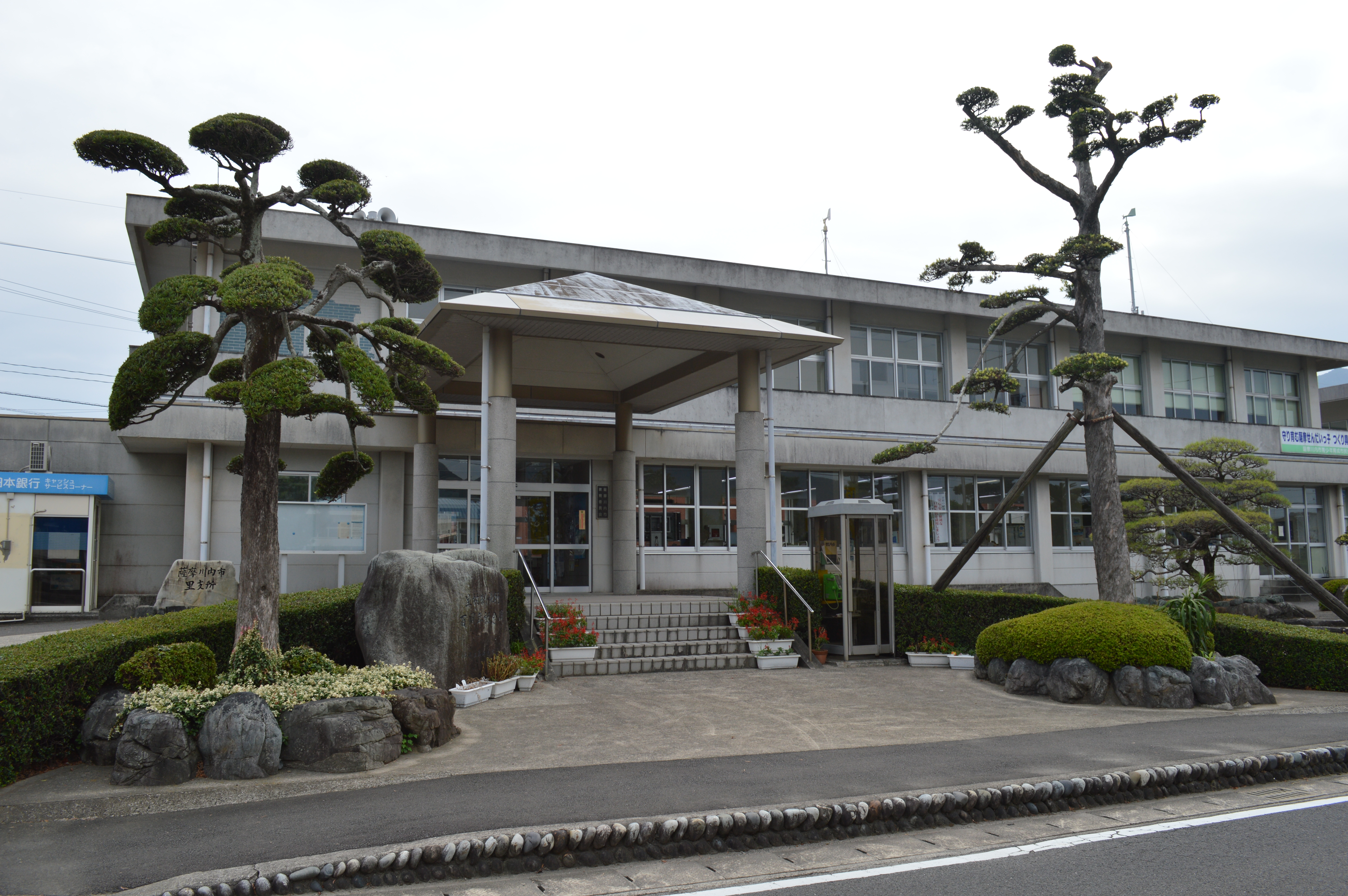
薩摩川内市役所甑島振興局里市民サービスセンター（上甑島/里）
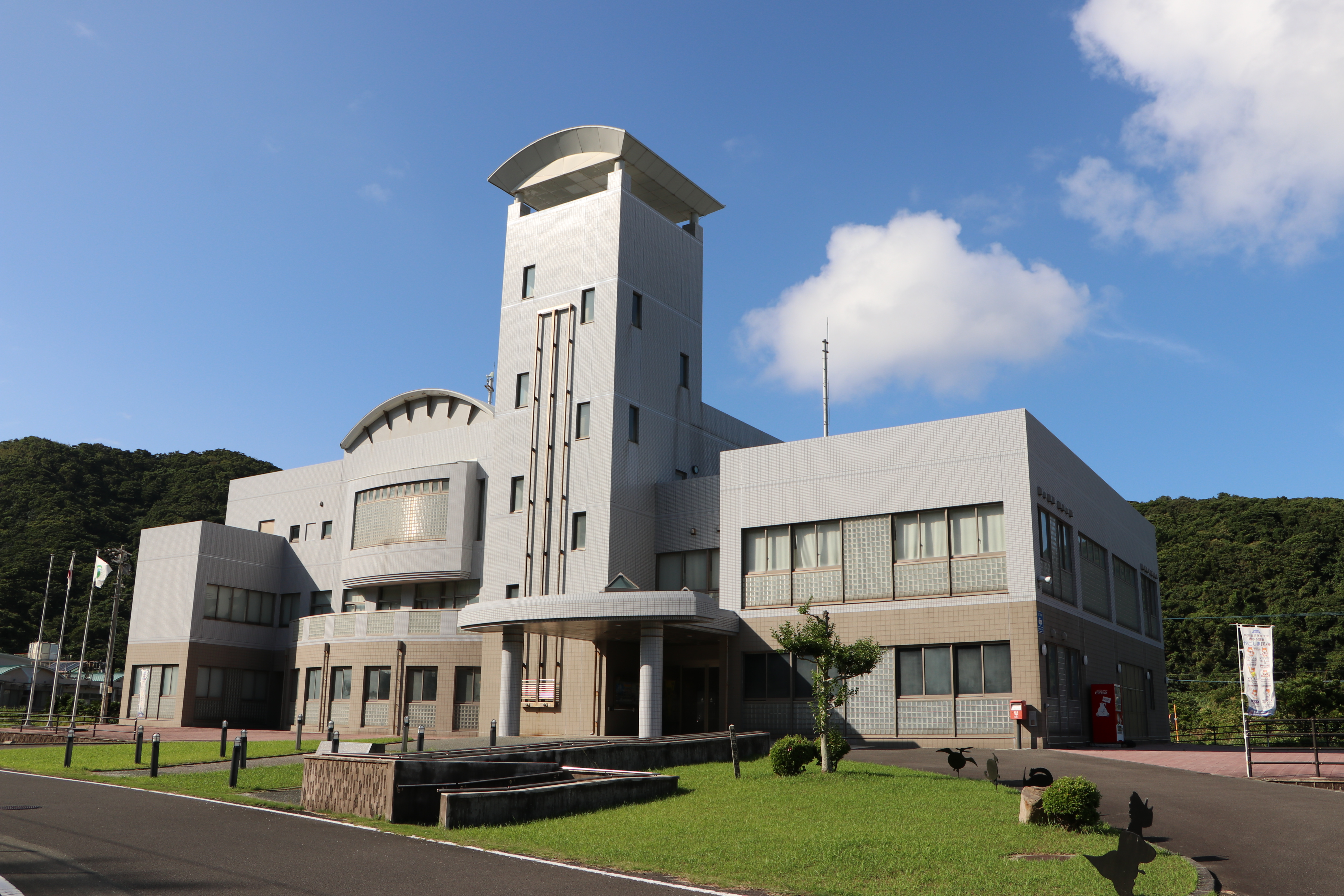
薩摩川内市役所甑島振興局鹿島市民サービスセンター（下甑島/鹿島）
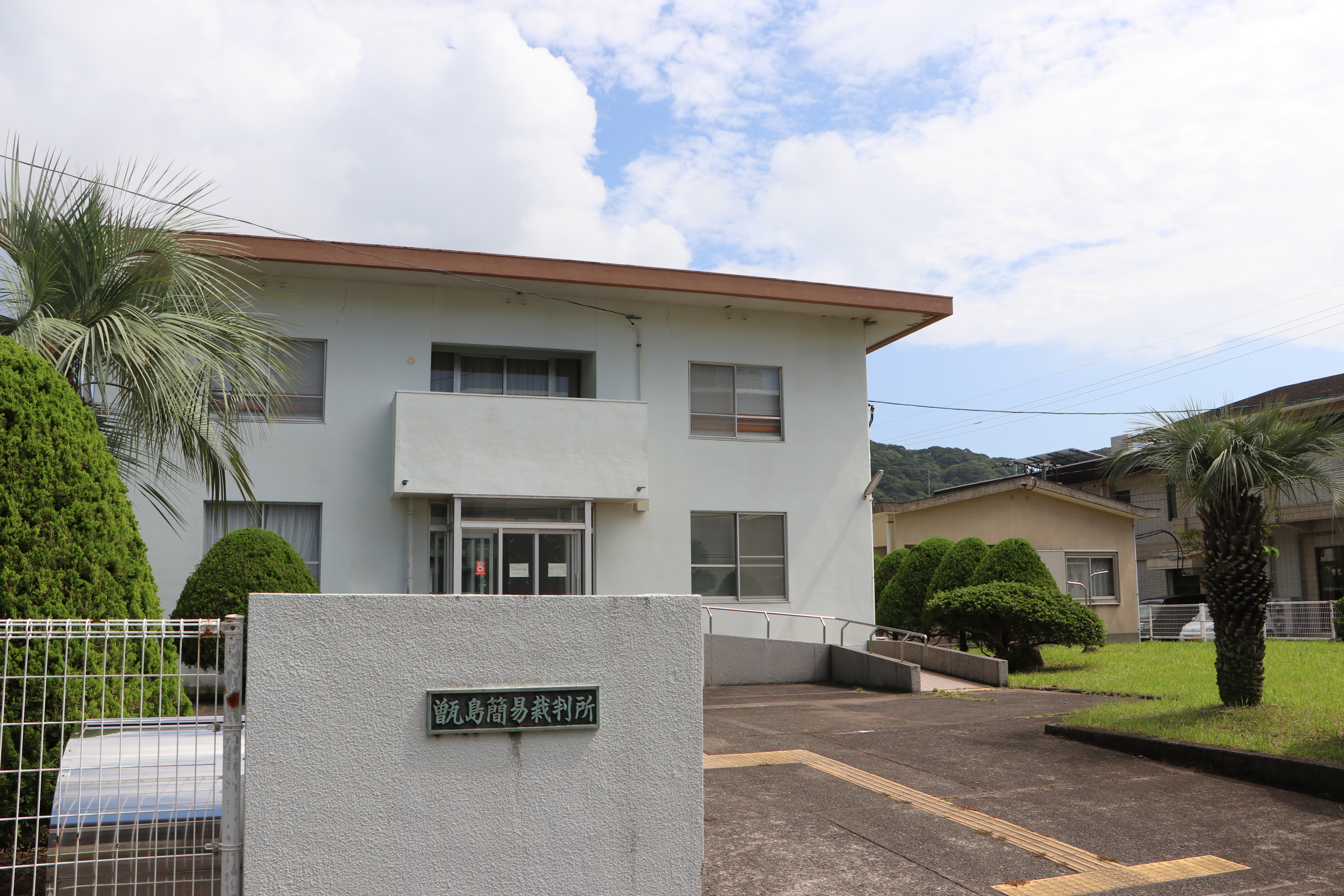
甑島簡易裁判所（上甑島/中甑）
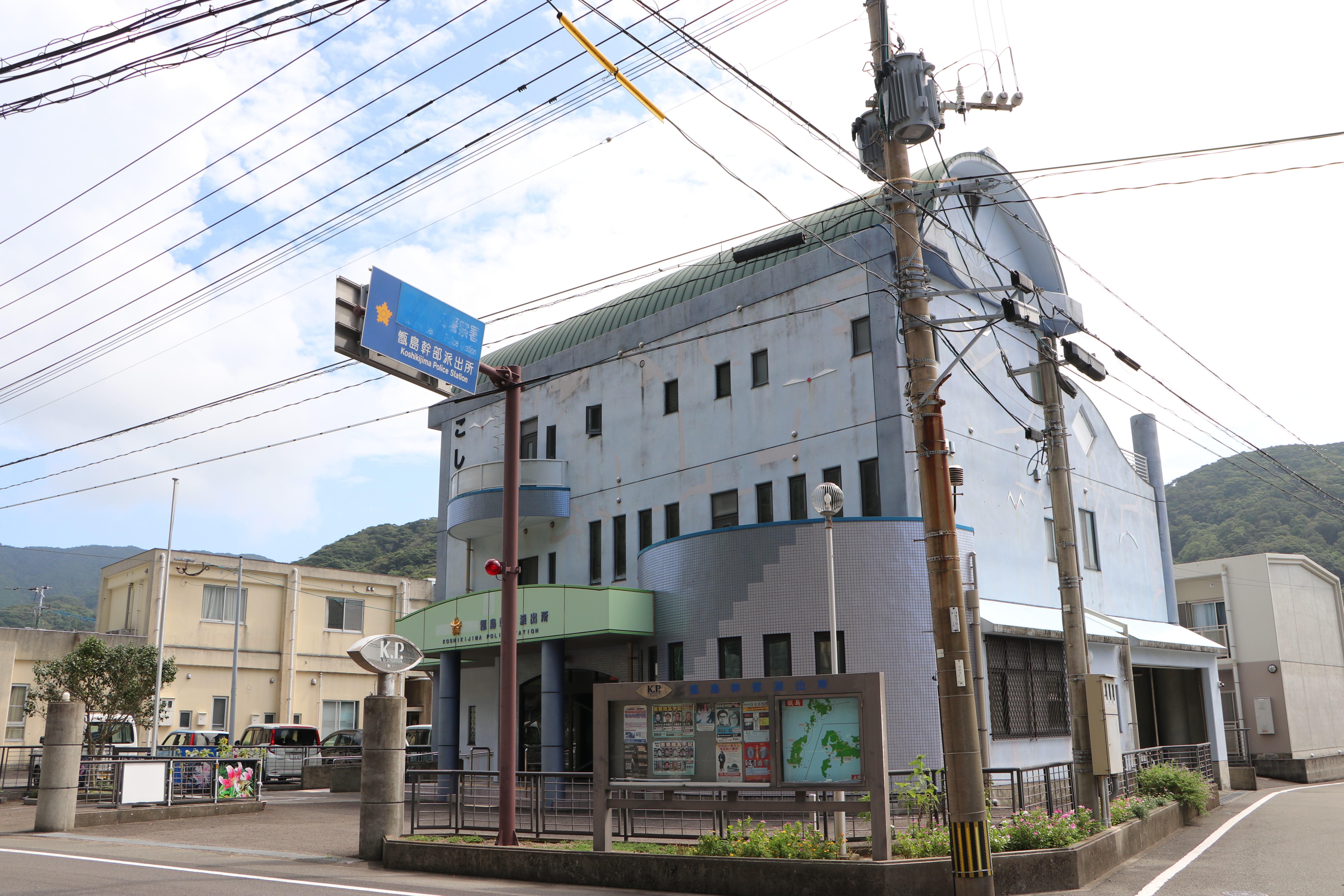
薩摩川内警察署甑島幹部派出所（上甑島/中甑）
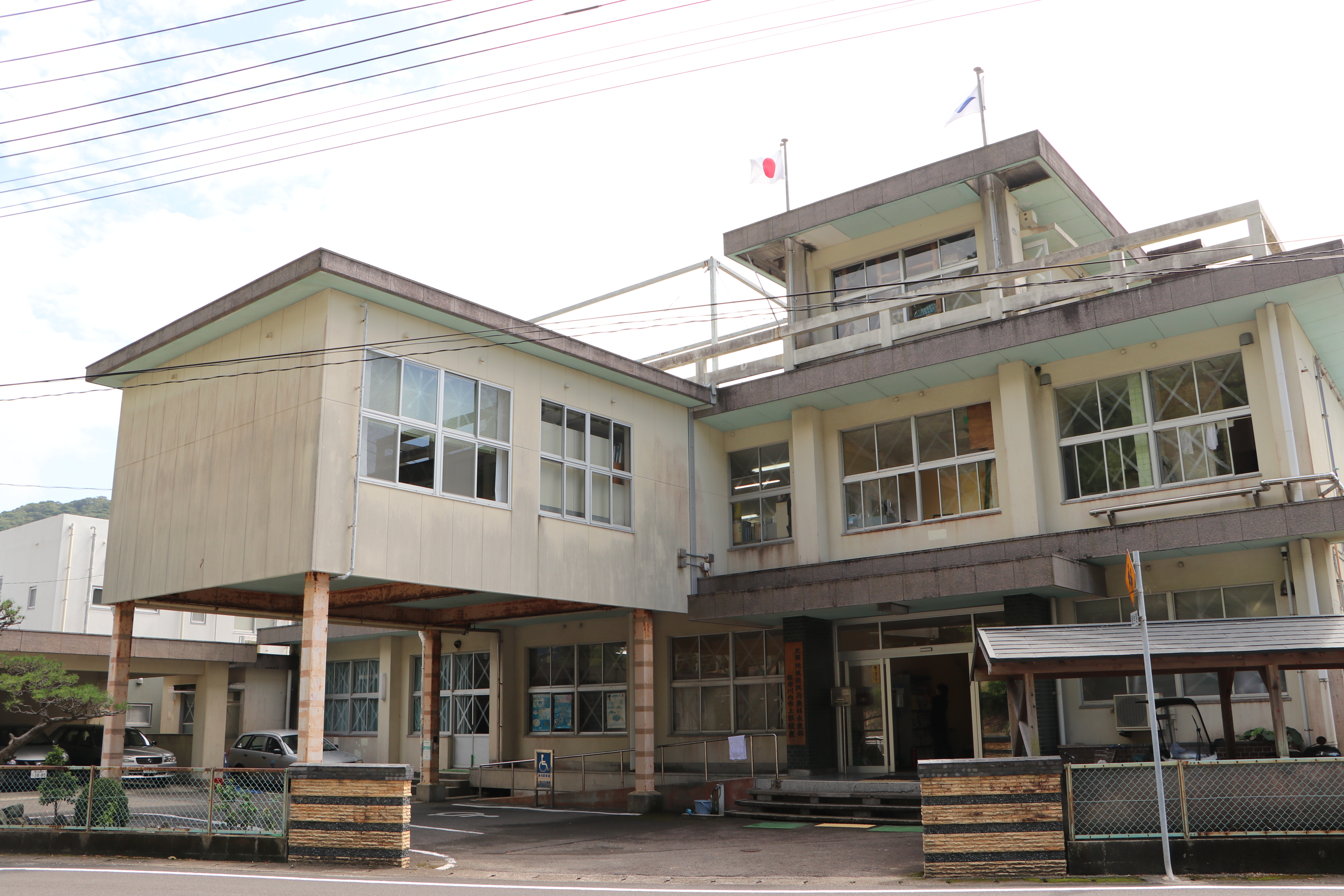
鹿児島県甑島庁舎（上甑島/中甑）